# Liste der Werke von Felix Mendelssohn Bartholdy

Felix Mendelssohn Bartholdy, Gemälde von Eduard Magnus (1846)

Diese Liste enthält musikalische Werke von Felix Mendelssohn Bartholdy (1809–1847). Die Werknummerierung folgt dem 2009 erschienenen Mendelssohn-Werkverzeichnis (MWV).

## Vokalmusik

### Groß besetzte geistliche Vokalwerke
- Gloria MWV A 1
- Magnificat MWV A 2
- Kyrie MWV A 3
- „Tu es Petrus“ op. 111, MWV A 4
- Christe, Du Lamm Gottes MWV A 5 (1827)
- Choral „Jesu, meine Freude“ MWV A 6
- Wer nur den lieben Gott lässt walten MWV A 7 (1829) Choralkantate
- O Haupt voll Blut und Wunden MWV A 8 (1830)
- Der 115. Psalm „Non nobis Domine“ / „Nicht unserm Namen, Herr“ op. 31, MWV A 9
- Vom Himmel hoch MWV A 10 (1831)
- Verleih uns Frieden MWV A 11 (1831)
- Wir glauben all MWV A 12 (1831)
- Choral Ach Gott vom Himmel sieh darein MWV A 13 (1832)
- Paulus op. 36, MWV A 14 (1835)
- Der 42. Psalm „Wie der Hirsch schreit“ op. 42, MWV A 15 (1837/1838)
- Der 95. Psalm „Kommt, lasst uns anbeten“ op. 46, MWV A 16
- Der 114. Psalm „Da Israel aus Ägypten zog“ op. 51, MWV A 17
- Sinfoniekantate „Lobgesang“ („2. Sinfonie“) B-Dur op. 52, MWV A 18 (1840)
- Anthem „Why, O Lord, delay for ever“ („Hymne“) MWV A 19
- Choral „Herr Gott, dich loben wir“ MWV A 20 (nach Luthers deutschem Te Deum)
- Choral „Allein Gott in der Höh sei Ehr“ MWV A 21
- Choral „Vom Himmel hoch, da komm ich her“ MWV A 22
- Der 98. Psalm „Singet dem Herrn ein neues Lied“ MWV A 23
- Lauda Sion MWV A 24
- Elias op. 70, MWV A 25 (1846)
- Erde, Hölle und Himmel („Christus“) op. 97, MWV A 26 (Fragment)

### Kleiner besetzte geistliche Vokalwerke
- „Ich weiche nicht von deinen Rechten“ MWV B 1
- „Deine Rede präg ich meinem Herzen ein“ MWV B 2
- „Ich will den Herrn nach seiner Gerechtigkeit preisen“ MWV B 3
- „Tag für Tag sei Gott gepriesen“ MWV B 4
- „Gott, du bist unsre Zuversicht und Stärke“ MWV B 5
- „Die Himmel erzählen die Ehre Gottes“ MWV B 6
- „Er hat der Sonne eine Hütte gemacht“ MWV B 7
- „Das Gesetz des Herrn ist ohne Wandel“ MWV B 8
- Psalm 66 „Jauchzet Gott, alle Lande“ MWV B 9
- Jube Dom’ne – Ein Abendgebet MWV B 10
- Choral „Wie groß ist des Allmächt’gen Güte“ MWV B 11
- Kyrie MWV B 12
- Choral „Jesus, meine Zuversicht“ MWV B 13
- Choral „Allein Gott in der Höh sei Ehr“ MWV B 14
- Te Deum, MWV B 15
- Choral „Was mein Gott will, das gscheh allzeit“ MWV B 16
- „Salvum fac populum tuum“ MWV B 17
- Antiphona et Responsorium „Hora est“ MWV B 18
- „Ave Maria“ (Offertorium) op. 23 Nr. 2, MWV B 19
- Choral „Aus tiefer Not“ op. 23 Nr. 1, MWV B 20
- Choral „Mitten wir im Leben sind“ op. 23 Nr. 3, MWV B 21
- „O beata et benedicta“ MWV B 22
- „Surrexit pastor“ / „Er ist ein guter Hirte“ op. 39 Nr. 3, MWV B 23
- „Veni Domine“ / „Herr, erhöre uns“ op. 39 Nr. 1, MWV B 24
- Te Deum „We praise thee, O God“ (Morning Service) MWV B 25
- Vespergesang, Responsorium et Hymnus: Adspice Domine op. 121, MWV B 26 (1833)
- Responses to the Commandments: Lord, have mercy upon us (Zum Abendsegen) WoO 12, MWV B 27 (1833)
- „Beati mortui in Domino morientes“ MWV B 28
- „Periti autem fulgebunt“ MWV B 29
- „Laudate pueri Dominum“ / „Ihr Kinder Israel“ op. 39 Nr. 2, MWV B 30
- Psalm 5 „Lord, hear the voice of my complaint“ MWV B 31
- Psalm 31 „Defend me, Lord, from shame“ MWV B 32
- Anthem „Why, O Lord, delay for ever“ / Drei geistliche Lieder / Geistliches Lied „Lass, o Herr, mich Hilfe finden“ MWV B 33
- Psalm 24 „Dem Herrn der Erdkreis zusteht“ MWV B 34
- Psalm 2 „Worauf ist doch der Heiden Tun gestellt“ MWV B 35
- Psalm 93 „Gott als ein König gwaltiglich regiert“ MWV B 36
- Psalm 98 „Nun singt ein neues Lied dem Herrn“ MWV B 37
- Psalm 100 „Ihr Völker auf der Erde all“ MWV B 38
- Psalm 31 „Auf dich setz ich, Herr, mein Vertrauen“ MWV B 39
- Psalm 91 „Wer in des Allerhöchsten Hut“ MWV B 40
- Der 2. Psalm: Warum toben die Heiden op. 78 Nr. 1, MWV B 41 (1843)
- Weihnachten „Frohlocket, ihr Völker“ op. 79 Nr. 1, MWV B 42
- Choral „Tag des Zorns, Gericht der Sünden“ MWV B 43
- Am Neujahrstage „Herr, Gott, du bist unsre Zuflucht für und für“ op. 79 Nr. 2, MWV B 44
- Der 100. Psalm: Jauchzet dem Herrn, alle Welt WoO 28, MWV B 45 (1844)
- Der 43. Psalm: Richte mich, Gott op. 78 Nr. 2, MWV B 46 (1844)
- Heilig „Heilig, heilig, heilig ist der Herr Zebaoth“ MWV B 47
- „Ehre sei dem Vater“ MWV B 48
- Hymn „Hear my prayer“ / Hymne „Hör mein Bitten“ MWV B 49
- In der Passionszeit „Herr, gedenke nicht unsrer Übeltaten“ op. 79 Nr. 4, MWV B 50
- Der 22. Psalm: Mein Gott, warum hast du mich verlassen? op. 78 Nr. 3, MWV B 51 (1844)
- Am Karfreitag „Um unsrer Sünden willen“ op. 79 Nr. 6, MWV B 52
- Denn er hat seinen Engeln befohlen über dir MWV B 53 (1844)
- Im Advent „Lasset uns frohlocken“ op. 79 Nr. 5, MWV B 54
- Am Himmelfahrtstage „Erhaben, o Herr, über alles Lob“ op. 79 Nr. 3, MWV B 55
- Cantique pour l’Église Wallonne de Francfort „Venez et chantez“ MWV B 56
- Die deutsche Liturgie MWV B 57
- Jubilate Deo „O be joyful in the Lord“ / „Jauchzet dem Herrn, alle Welt“ op. 69 Nr. 2, MWV B 58
- Magnificat „My soul doth magnify the Lord“ / „Mein Herz erhebet Gott, den Herrn“ op. 69 Nr. 3, MWV B 59
- Nunc dimittis: Lord, now lettest thou op. 69 Nr. 1, MWV B 60

### Geistliche Vokalwerke für Solostimmen mit Begleitung
- „Ein Tag sagt es dem andern“ MWV C 1
- Salve Regina MWV C 2
- Ave maris stella MWV C 3
- „The Lord God Almighty“ MWV C 4

### Groß besetzte weltliche Vokalwerke
- Festmusik („Dürer-Festmusik“) MWV D 1
- Humboldt-Kantate MWV D 2
- Die erste Walpurgisnacht op. 60, MWV D 3 (1830/31, 2. Fassung 1842/43)
- Festgesang zum Gutenbergfest („Gutenberg-Kantate“) WoO 9, MWV D 4 (1840)
- Bei Enthüllung der Statue Friedrich Augusts von Sachsen „Gott segne Sachsenland“ MWV D 5
- Festgesang an die Künstler op. 68, MWV D 6 (1846)

### Kleiner besetzte weltliche Vokalwerke
- Kantate „In rührend feierlichen Tönen“ („Hochzeitskantate“) MWV E 1
- Festgesang „Möge das Siegeszeichen“ MWV E 2

### Werke für gemischten Chor bzw. Solistenensemble
- „Wenn der Abendwind durch die Wipfel zieht“ MWV F 1
- „Lasset heut am edlen Ort“ MWV F 2
- „The Sun is dancing on the Streams“ MWV F 3
- Sechs Lieder im Freien zu singen op. 41, MWV SD 18 (1834)
  - „Entflieh mit mir und sei mein Weib“ op. 41 Nr. 2, MWV F 4
  - „Es fiel ein Reif in der Frühlingsnacht“ op. 41 Nr. 3, MWV F 5
  - „Auf ihrem Grab, da steht eine Linde“ op. 41 Nr. 4, MWV F 6
  - Mailied „Der Schnee zerrinnt, der Mai beginnt“ op. 41 Nr. 5, MWV F 7
  - Auf dem See „Und frische Nahrung, neues Blut“ op. 41 Nr. 6, MWV F 9
  - Im Walde „Ihr Vögel in den Zweigen schwank“ op. 41 Nr. 1, MWV F 10
- Sechs Lieder im Freien zu singen op. 48, MWV SD 21 (1839)
  - Lerchengesang (Kanon) „Wie lieblicher Klang, o Lerche“ op. 48 Nr. 4, MWV F 13
  - Frühlingsahnung „O sanfter, süßer Hauch“ op. 48 Nr. 1, MWV F 14
  - Morgengebet „O wunderbares tiefes Schweigen“ op. 48 Nr. 5, MWV F 15
  - Die Primel „Liebliche Blume, bist du so früh schon wiedergekommen“ op. 48 Nr. 2, MWV F 16
  - Herbstlied (Herbstklage) „Holder Lenz, du bist dahin“ op. 48 Nr. 6, MWV F 17
  - Frühlingsfeier „Süßer, goldner Frühlingstag“ op. 48 Nr. 3, MWV F 18
- Sechs Lieder im Freien zu singen op. 59, MWV SD 27 (1837–43)
  - Im Grünen „Im Grün erwacht der frische Mut“ op. 59 Nr. 1, MWV F 8
  - Abschied vom Wald „O Täler weit, o Höhen“ op. 59 Nr. 3, MWV F 20
  - Ruhetal „Wenn im letzten Abendstrahl“ op. 59 Nr. 5, MWV F 21
  - Jagdlied (Vorüber) „Durch schwankende Wipfel“ op. 59 Nr. 6, MWV F 22
  - Frühzeitiger Frühling „Tage der Wonne, kommt ihr so bald“ op. 59 Nr. 2, MWV F 23
  - Die Nachtigall (Kanon) „Die Nachtigall, sie war entfernt“ op. 59 Nr. 4, MWV F 24
- Sechs Lieder op. 88, MWV SD 49 (1839–44)
  - Hirtenlied „O Winter, schlimmer Winter“ op. 88 Nr. 3, MWV F 12
  - Die Waldvögelein „Kommt, lasst uns gehn spazieren“ op. 88 Nr. 4, MWV F 25
  - Der Glückliche „Ich hab ein Liebchen“ op. 88 Nr. 2, MWV F 27
  - Neujahrslied „Mit der Freude zieht der Schmerz“ op. 88 Nr. 1, MWV F 28
  - Deutschland „Durch tiefe Nacht ein Brausen zieht“ op. 88 Nr. 5, MWV F 33
  - Der wandernde Musikant „Durch Feld und Buchenhallen“ op. 88 Nr. 6, MWV F 19
- Vier Lieder op. 100, MWV SD 51 (1839–44)
  - Lob des Frühlings „Saatengrün, Veilchenduft“ op. 100 Nr. 2, MWV F 26
  - Andenken „Die Bäume grünen überall“ op. 100 Nr. 1, MWV F 29
  - Frühlingslied „Berg und Tal will ich durchstreifen“ op. 100 Nr. 3, MWV F 30
  - Im Wald / Waldlust „O Wald, du kühlender Bronnen“ op. 100 Nr. 4, MWV F 11
- „Sahst du ihn herniederschweben“ („Trauergesang“) MWV F 31
- Die Frauen und die Sänger (Die vier Weltalter / Der Dichter / Die Sänger und Frauen / Der Sänger) „Wohl perlet im Glase“ MWV F 32 (1845)

### Werke für Männerchor bzw. Männerstimmen
- „Einst ins Schlaraffenland zogen drei Pfaffen auf einem Gaul“ MWV G 1
- „Lieb und Hoffnung“ MWV G 2
- Jägerlied „Kein bessre Lust in dieser Zeit“ MWV G 3
- Lob des Weins „Seht, Freunde, die Gläser, sie blinken“ MWV G 4
- Zigeunerlied „Im Nebelgeriesel“ MWV G 5
- Stromübergang „Der Lehrling steht an Stromes Rand“ MWV G 6
- Die Mäzene „Mäzene gab’s vor Zeiten“ MWV G 7
- Kehraus „Lasset nun den Künsten allen“ MWV G 8
- Weihgesang „Öffnet euch, geweihte Pforten“ MWV G 9
- Kanon „Der weise Diogenes war Liebhaber ambrosischer Klarheit“ MWV G 10
- „Wie hehr im Glase blinket der königliche Wein“ MWV G 11
- Kanon „Der weise Diogenes war der erste der griechischen Sieben“ MWV G 12
- Musikantenprügelei „Seht doch diese Fiedlerbanden“ MWV G 13
- „In Frankfurt auf der Zeile, da steht ein junger Mann“ MWV G 14
- Trinklied „So lang man nüchtern ist“ MWV G 15
- Das Lied vom braven Mann „Gaben mir Rat und gute Lehren“ MWV G 16
- Dreistigkeit „Worauf kommt es überall an“ MWV G 18
- Im Süden / Auf dem Meere „Süße Düfte, milde Lüfte freundlich uns umziehn“ MWV G 20
- Jagdlied / Jagdgesang „Auf, ihr Herrn und Damen schön“ MWV G 21
- Lob der Trunkenheit „Trunken müssen wir alle sein“ MWV G 22
- Ständchen „Schlafe, Liebchen“ („Abendständchen“) MWV G 24
- Ersatz für Unbestand „Lieblich mundet der Becher Wein“ MWV G 25
- Sechs Lieder für Männerstimmen op. 50, MWV SD 22 (1839–1840)
Nach Gedichten von Johann Wolfgang von Goethe, Heinrich Heine, Joseph von Eichendorff, Julius Mosen.
  - Wasserfahrt „Am fernen Horizonte“ op. 50 Nr. 4, MWV G 17
  - Sommerlied „Wie Feld und Au so blinkend im Tau“ op. 50 Nr. 3, MWV G 19
  - Türkisches Schenkenlied (Türkisches Trinklied) „Setze mir nicht, du Grobian“ op. 50 Nr. 1, MWV G 23
  - Liebe und Wein (Vin à tout prix) „Was quälte dir dein armes Herz“ op. 50 Nr. 5, MWV G 26
  - Der Jäger Abschied (Jägers Abschied / Der deutsche Wald) „Wer hat dich, du schöner Wald“ op. 50 Nr. 2, MWV G 27
  - Wanderlied „Vom Grund bis zu den Gipfeln“ op. 50 Nr. 6, MWV G 28
- Nachtgesang „Schlummernd an des Vaters Brust“ MWV G 29
- Lied [zur 25. Stiftungsfeier der Leipziger Liedertafel] MWV G 30
- Jagdmorgen „O frischer Morgen, frischer Mut“ MWV G 31
- „Auf, Freunde, lasst das Jahr uns singen“ („Die Stiftungsfeier“) MWV G 32
- Abschiedstafel „So rückt denn in die Runde“ / „So rückt nun in die Runde“ MWV G 33
- Der frohe Wandersmann „Wem Gott will rechte Gunst erweisen“ MWV G 34
- Rheinweinlied „Wo solch ein Feuer noch gedeiht“ MWV G 35
- Lied für die Deutschen in Lyon „Was uns eint als deutsche Brüder“ MWV G 36
- Morgengruß des Thüringer Sängerbundes „Seid gegrüßet, traute Brüder“ MWV G 37
- Comitat „Nun zu guter Letzt geben wir dir jetzt“ MWV G 38

### Werke für eine Singstimme und Orchester
- „Che vuoi mio cor“ MWV H 1
- „Tutto è silenzio“, Fragment MWV H 2
- Arie für Franz Hauser MWV H 3
- „Infelice! – Ah, ritorna, età dell’ oro“ MWV H 4
- „Infelice! – Ah, ritorna, età felice“ / „Unglücksel’ge! – Kehret wieder, goldne Tage“ MWV H 5
- „On Lena’s gloomy heath“ MWV H 6
- „O lasst mich einen Augenblick noch hier“, Fragment MWV H 7
- „O lasst mich einen Augenblick noch hier“, Fragment MWV H 8

### Werk für eine Singstimme und Instrumentalensemble
- „Jetzt kommt der Frühling“ („Frühlingslied“) MWV I 1

### Werke für zwei Singstimmen und Klavier
- Drei zweistimmige Volkslieder (1836)
Nach Gedichten von Johann Philipp Kaufmann, Heinrich Heine.
  - Volkslied „Wie kann ich froh und lustig sein“ MWV J 1
  - Abendlied (Volkslied) „Wenn ich auf dem Lager liege“ MWV J 2
  - Wasserfahrt (Volkslied) „Ich stand gelehnet an den Mast“ MWV J 3
- Sechs zweistimmige Lieder op. 63, MWV SD 30 (1836–44)
Nach Gedichten von Heinrich Heine, Hoffmann von Fallersleben, Victor Hugo.
  - Maiglöckchen und die Blümelein „Maiglöckchen läutet in dem Tal“ op. 63 Nr. 6, MWV J 7
  - „Ich wollt, meine Lieb ergösse sich“ (Des Abends) op. 63 Nr. 1, MWV J 5
  - Gruß „Wohin ich geh und schaue“ op. 63 Nr. 3, MWV J 8
  - Abschiedslied der Zugvögel (Abschied der Zugvögel / Herbstlied der Zugvögel) „Wie war so schön doch Wald und Feld“ op. 63 Nr. 2, MWV J 9
  - Volkslied „O säh ich auf der Heide dort“ op. 63 Nr. 5, MWV J 10
  - Herbstlied „Ach,wie so bald verhallet der Reigen“ op. 63 Nr. 4, MWV J 11
- Drei zweistimmige Lieder op. 77, MWV SD 39 (1836–47)
Nach Gedichten von Ludwig Uhland, H. v. Fallersleben, Victor Hugo.
  - Sonntagslied / Sonntagsmorgen / Morgenlied „Das ist der Tag des Herrn“ MWV J 4
  - Das Ährenfeld „Ein Leben war’s im Ährenfeld“ MWV J 12
  - Lied (Romanze) „Wozu der Vöglein Chöre“ MWV J 6

### Werke für eine Singstimme und Klavier
- Lied zum Geburtstage meines guten Vaters „Ihr Töne, schwingt euch fröhlich durch die Saiten“ MWV K 1
- „Ave Maria, Jungfrau mild“ MWV K 2
- „Raste Krieger, Krieg ist aus“ MWV K 3
- Die Nachtigall „Da ging ich hin und dachte nicht an Liebe“ MWV K 4
- Der Verlassne „Nacht ist um mich her“ MWV K 5
- „Ich gratuliere zum Neujahr“, Fragment MWV K 6
- „Von allen deinen zarten Gaben“ MWV K 7
- Wiegenlied „Schlummre sanft und milde“ MWV K 8
- „Sanft wehn im Hauch der Abendluft“ MWV K 9
- Rezitativ und Arie „Oh me infelice, oh troppo verace ellitri“ MWV K 10
- Faunenklage „Er ist zerbrochen, der schönste Krug“ MWV K 11
- „Sicheln schallen, Ähren fallen“ MWV K 12
- „Tanzt dem schönen Mai entgegen“ MWV K 13
- „Am Seegestad“ MWV K 14
- „Durch Fichten am Hügel“ MWV K 15
- „Ich denke dein, wenn durch den Hain“ MWV K 16
- „Rausche leise, grünes Dach“ MWV K 18
- „Es war ein König in Thule“ MWV K 20
- „Seltsam, Mutter, geht es mir“ MWV K 21
- Der Wasserfall „Rieselt hernieder, schäumende Fluten“ MWV K 22
- Glosse „Mitleidsworte, Trostesgründe“ MWV K 23
- Arie „Ch’io t’abbandono“ MWV K 24
- „Der Eichwald brauset“ („Des Mädchens Klage“) MWV K 25 (1835). Nach einem Gedicht von Friedrich Schiller.
- „Es rauscht der Wald, es springt der Quell“ MWV K 26
- Gretchen „Meine Ruh ist hin“, Fragment MWV K 27
- „In des Mondes feuchte Strahlen“, Fragment MWV K 28
- Zwölf Gesänge op. 8, MWV SD 2 (1824–28)
 Nach Gedichten von Ludwig Hölty, Friederike Robert, Franz Grillparzer, Paul Flemming, Jakob von der Warthe, Johann Heinrich Voß, Johann Wolfgang von Goethe.
Das Heimweh, Italien, Suleika und Hatem (Duett) von Fanny Hensel, der Schwester Felix Mendelssohn Bartholdys, komponiert.
  - Frühlingslied „Jetzt kommt der Frühling“ op. 8 Nr. 6, MWV K 17
  - Minnelied im Mai „Holder klingt der Vogelsang“ op. 8 Nr. 1, MWV K 30
  - Pilgerspruch „Lass dich nur nichts nicht dauern“ op. 8 Nr. 5, MWV K 31
  - Maienlied „Man soll hören süßes Singen“ op. 8 Nr. 7, MWV K 32
  - Andres Maienlied „Die Schwalbe fliegt“ („Hexenlied“) op. 8 Nr. 8, MWV K 33
  - Abendlied „Das Tagewerk ist abgetan“ op. 8 Nr. 9, MWV K 34
  - Romanze „Einmal aus seinen Blicken“ op. 8 Nr. 10, MWV K 35
  - Im Grünen „Willkommen im Grünen“ op. 8 Nr. 11, MWV K 36
  - Erntelied „Es ist ein Schnitter, der heißt Tod“ op. 8 Nr. 4, MWV K 37
- „Weinend seh ich in die Nacht“ („Warum ich weine“) MWV K 40
- „Hush thee“ MWV K 43
- The Garland „By Celia’s arbour all the night“ / Der Blumenkranz „An Celias Baum in stiller Nacht“ MWV K 44 (1829). Nach einem Gedicht von T. Moore.
- Lied für Thomas Attwood MWV K 45
- Lied für Eduard Devrient MWV K 46
- Lied an die Tragöden / Tragödenlied / Kloben Lied der Tragöden MWV K 47
- Charlotte & Werther „Far from the moveless“ / „All moveless in her dark bright eye“ / „Lang ist es her“ („Seemanns Scheidelied“) MWV K 48 (1831). Nach einem Gedicht von H. v. Fallersleben.
- „Weiter, rastlos, atemlos, vorüber, festlich helles Schloss“ („An Marie“) MWV K 49
- Zwölf Lieder op. 9, MWV SD 3 (1827–30)
 Nach Gedichten von J. H. Voß, Karl Klingemann, Johann Gustav Droysen, Ludwig Uhland, Heinrich Heine.
Sehnsucht, Verlust, Die Nonne von Fanny Hensel komponiert.
  - Scheidend (Auf der Fahrt) „Wie so gelinde die Flut bewegt“ op. 9 Nr. 6, MWV K 50
  - Frühlingsglaube „Die linden Lüfte sind erwacht“ op. 9 Nr. 8, MWV K 51
  - Im Frühling „Ihr frühlingstrunknen Blumen“ op. 9 Nr. 4, MWV K 52
  - Ferne „In weite Ferne will ich träumen“ op. 9 Nr. 9, MWV K 53
  - Entsagung „Herr, zu dir will ich mich retten“ op. 9 Nr. 11, MWV K 54
  - Im Herbst „Ach, wie schnell die Tage fliehen“ op. 9 Nr. 5, MWV K 38
  - Frage „Ist es wahr“ op. 9 Nr. 1, MWV K 39
  - Geständnis „Kennst du nicht das Glutverlangen“ op. 9 Nr. 2, MWV K 41
  - Romanze. Wartend „Sie trug einen Falken auf ihrer Hand“ op. 9 Nr. 3, MWV K 42
- Abschied „Es wehn die Wolken über Meer“ MWV K 55
- Der Tag „Sanft entschwanden mir der Kindheit Tage“ MWV K 57
- Reiterlied „Immer fort von Ort zu Ort“ MWV K 58
- Abschied „Leb wohl, mein Lieb, und weine nicht“ MWV K 59
- Der Bettler „Ich danke Gott, dir Gott im hohen Himmel“ MWV K 60
- Lied für Eduard Devrient MWV K 62
- „Von schlechtem Lebenswandel“ MWV K 64
- Reiselied „Ich reit ins finstre Land hinein“, Fragment MWV K 67
- Todeslied der Bojaren „Leg in den Sarg mir mein grünes Gewand“ MWV K 68
- Sechs Gesänge op. 19 a, MWV SD 6 (1830–32)
Nach Gedichten von Ulrich von Liechtenstein, Egon Ebert, H. Heine.
  - Frühlingslied (Minnelied) „In dem Walde süße Töne“ op. 19[a] Nr. 1, MWV K 56
  - Das erste Veilchen (Der ersten Liebe Verlust / Der erste Verlust) „Als ich das erste Veilchen erblickt“ op. 19[a] Nr. 2, MWV K 63
  - Reiselied (In die Ferne) „Bringet des treusten Herzens Grüße“ op. 19[a] Nr. 6, MWV K 65
  - Neue Liebe „In dem Mondenschein im Walde“ op. 19[a] Nr. 4, MWV K 70
  - Gruß (Frühlingslied) „Leise zieht durch mein Gemüt“ op. 19[a] Nr. 5, MWV K 71
  - Winterlied (Volkslied) „Mein Sohn, wo willst du hin so spät“ op. 19[a] Nr. 3, MWV K 72
- Weihnachtslied „Auf, schicke dich“ (1832) MWV K 74
- Pagenlied (Der wandernde Musikant / Der Zitherspieler / Auf der Reise) „Wenn die Sonne lieblich schiene“ MWV K 75 (1835) J. v. Eichendorff.
- Romanze [Nr. 1] „There be none of beauty’s daughters“ / „Keine von der Erde Schönen“ Lord Byron MWV K 76
- Suleika „Ach, um deine feuchten Schwingen“ MWV K 79
- Andres Mailied „Ich weiß mir ’n Mädchen“ / Hüt du dich „Ich weiß ein Mädchen“ MWV K 81
- „Warum sind denn die Rosen so blass“, Fragment MWV K 83
- Romanze [Nr. 2] (Erinnerung) „Sun of the Sleepless“ / „Schlafloser Augen Leuchte“ Lord Byron MWV K 85
- Das Waldschloss (Die Waldfrauen) „Wo noch kein Wandrer gegangen“ MWV K 87 (1835) J. v. Eichendorff.
- „I love the talking of the giddy breeze“ MWV K 88
- Im Kahn / Auf dem Wasser / Wasserfahrt „Mein Liebchen, wir saßen beisammen“ MWV K 91
- Sechs Gesänge op. 34, MWV SD 13 (1832–36)
Nach Gedichten von H. Heine, K. Klingemann, J. W. v. Goethe, Lord Byron.
  - Minnelied (Mailied) „Leucht’t heller als die Sonne“ op. 34 Nr. 1, MWV K 80
  - Sonntagslied (Sonntags) „Ringsum erschallt in Wald und Flur“ op. 34 Nr. 5, MWV K 84
  - (Abendlied) „Auf Flügeln des Gesanges“ op. 34 Nr. 2, MWV K 86
  - Frühlingslied „Es brechen im schallenden Reigen“ op. 34 Nr. 3, MWV K 89
  - Reiselied „Der Herbstwind rüttelt die Bäume“ op. 34 Nr. 6, MWV K 90
  - Suleika „Ach, um deine feuchten Schwingen“ op. 34 Nr. 4, MWV K 92
- Erinnerung „Was will die einsame Träne“ MWV K 94
- Die Freundin / Lied der Freundin / Mit getrockneten Blumen „Zarter Blumen leicht Gewinde“ MWV K 95
- „So schlaf in Ruh“ MWV K 96
- Gruß „O könnt ich zu dir fliegen“ MWV K 98
- Sechs Gesänge op. 47, MWV SD 20 (1832–39)
Nach Gedichten von Ludwig Tieck, H. Heine, Nikolaus Lenau, Ernst von Feuchtersleben, K. Klingemann.
  - Der Blumenstrauß „Sie wandelt im Blumengarten“ op. 47 Nr. 5, MWV K 73
  - Bei der Wiege (Wiegenlied) „Schlummre und träume“ op. 47 Nr. 6, MWV K 77
  - Minnelied (Im Walde) „Wie der Quell so lieblich klinget“ op. 47 Nr. 1, MWV K 97
  - Morgengruß „Über die Berge steigt schon die Sonne“ op. 47 Nr. 2, MWV K 100
  - Frühlingslied „Durch den Wald, den dunkeln“ op. 47 Nr. 3, MWV K 101
  - Volkslied „Es ist bestimmt in Gottes Rat“ op. 47 Nr. 4, MWV K 102
- Sechs Lieder op. 57, MWV SD 26 (1839–42)
Nach Gedichten von Heinrich Schreiber, L. Uhland, J. W. v. Goethe, Thomas Moore, Joseph von Eichendorff.
  - Suleika „Was bedeutet die Bewegung“ op. 57 Nr. 3, MWV K 93
  - Hirtenlied (Des Hirten Winterlied) „O Winter, schlimmer Winter“ op. 57 Nr. 2, MWV K 103
  - Altdeutsches Lied (In dem Wald) „Es ist in den Wald gesungen“ op. 57 Nr. 1, MWV K 104
  - O Jugend, o schöne Rosenzeit (Rheinisches Volkslied) „Von allen schönen Kindern“ op. 57 Nr. 4, MWV K 106
  - Wanderlied (Frische Fahrt / Reiselied) „Laue Luft kommt blau geflossen“ op. 57 Nr. 6, MWV K 108
  - Venetianisches Gondellied (Rendez-vous) „Wenn durch die Piazzetta“ op. 57 Nr. 5, MWV K 114
- Warnung vor dem Rhein „An den Rhein, zieh nicht an den Rhein“ MWV K 105 (1840). Nach einem Gedicht von Karl Simrock.
- Im Frühling „Ich hör ein Vöglein locken“ MWV K 107
- „Das Menschenherz ist ein Schacht“ MWV K 111
- Lieben und Schweigen „Ich flocht ein Kränzlein schöner Lieder“ MWV K 113
- Volkslied „O säh ich auf der Heide dort“ MWV K 115
- Frühlingslied MWV K 117
- „Und über dich wohl streut der Wind“ MWV K 118
- Sechs Lieder op. 71, MWV SD 35 (1842–47)
Nach Gedichten von H. v. Fallersleben, K. Klingemann, N. Lenau, J. v. Eichendorff.
  - Schilflied (Die Nacht) „Auf dem Teich, dem regungslosen“ op. 71 Nr. 4, MWV K 116
  - Frühlingslied (Frühling) „Der Frühling naht mit Brausen“ op. 71 Nr. 2, MWV K 119
  - Tröstung „Werde heiter, mein Gemüte“ op. 71 Nr. 1, MWV K 120
  - Auf der Wanderschaft (An den Wind) „Ich wandre fort ins ferne Land“ op. 71 Nr. 5, MWV K 124
  - Nachtlied „Vergangen ist der lichte Tag“ op. 71 Nr. 6, MWV K 125
  - An die Entfernte „Diese Rose pflück ich hier“ op. 71 Nr. 3, MWV K 126
- „Vier trübe Monden sind entflohn“ („An ihrem Grabe“) MWV K 128
- Erwartung „Bist auf ewig du gegangen“ MWV K 129
- Drei Lieder für eine tiefe Stimme op. 84, MWV SD 45 (1831–39)
Nach Gedichten von K. Klingemann, aus Des Knaben Wunderhorn.
  - Verschwunden „Da lieg ich unter den Bäumen“ MWV K 69
  - Jagdlied „Mit Lust tät ich ausreiten“ MWV K 82
  - Herbstlied „Im Walde rauschen dürre Blätter“ MWV K 99
- Sechs Gesänge op. 86 MWV SD 47 (1826–47)
Es lauschte das Laub, Morgenlied, Die Liebende schreibt, Allnächtlich im Traume, Der Mond, Altdeutsches Frühlingslied.
Nach Gedichten von K. Klingemann, J. W. v. Goethe, H. Heine, Emanuel Geibel, Friedrich von Spee.
  - Das Fenster „Es lauschte das Laub so dunkelgrün“ MWV K 29
  - Die Liebende schreibt „Ein Blick von deinen Augen“ MWV K 66
  - „Allnächtlich im Traume seh ich dich“ MWV K 78
  - Der Mond „Mein Herz ist wie die dunkle Nacht“ MWV K 122
  - Morgenlied „Erwacht in neuer Stärke“ MWV K 123
  - Altdeutsches Frühlingslied „Der trübe Winter ist vorbei“ MWV K 127
- Sechs Gesänge op. 99, MWV SD 50 (1830–45)
Nach Gedichten von J. W. v. Goethe, Albert von Schlippenbach, aus Des Knaben Wunderhorn, L. Uhland, E. Geibel, J. v. Eichendorff.
  - „Die Sterne schaun in stiller Nacht“ MWV K 19
  - Lieblingsplätzchen „Wisst ihr, wo ich gerne weil’“ MWV K 61
  - „Ein Schifflein ziehet leise“ („Das Schifflein“) MWV K 109
  - „Ach, wer bringt die schönen Tage“ („Erster Verlust“) MWV K 110
  - Die Stille „Es weiß und rät es doch keiner“ MWV K 112
  - Fahrwohl „Wenn sich zwei Herzen scheiden“ MWV K 121

## Bühnenmusik

### Singspiele und Opern
- Soldatenliebschaft, MWV L 1 (1820)
- Die beiden Pädagogen, MWV L 2 (1820/1821)
- Die wandernden Komödianten, MWV L 3 (1821/1822)
- Die beiden Neffen oder der Onkel aus Boston, MWV L 4 (1822/1823)
- Die Hochzeit des Camacho. Komische Oper op. 10, MWV L 5 (1824/1825)
- Die Heimkehr aus der Fremde. Liederspiel op. 89, MWV L 6 (1829)
- Loreley op. 98, MWV L 7 (unvollendet; 1847)

### Schauspielmusiken und andere Bühnenwerke
- Musik zu Blanche et Vermeille, Fragment MWV M 1 (1820)
- Musik zu einem Lustspiel, Fragment MWV M 2 (1820)
- Musik zu L’homme automate MWV M 3 (1821)
- Musik zu einer Freischütz-Parodie MWV M 4
- Musik zu einer Mozart-Parodie MWV M 5
- Musik zum Festspiel „Was wir bringen“ MWV M 6
- Musik zu Der standhafte Prinz MWV M 7 (1833)
- Musik zu Andreas Hofer MWV M 8
- Musik zu Kurfürst Johann Wilhelm im Theater MWV M 9
- Musik zu Alexis MWV M 10
- Musik zu Ruy Blas (Victor Hugo) MWV M 11 (1839)
- Musik zu Antigone (Sophokles) op. 55, MWV M 12 (1841)
- Musik zu Ein Sommernachtstraum (William Shakespeare) op. 61, MWV M 13 (1843), darin der bekannte Hochzeitsmarsch
- Musik zu Oedipus in Kolonos (Sophokles) op. 93, MWV M 14 (1845)
- Musik zu König Oedipus MWV M 15
- Musik zu Athalia (Jean Racine) op. 74, MWV M 16 (1843–1845), darin der Kriegsmarsch der Priester

## Instrumentalmusik

### Sinfonien

#### 13 „Streichersinfonien“
- Sinfonie (Sinfonia I) C-Dur MWV N 1 (1821)
- Sinfonie (Sinfonia II) D-Dur MWV N 2 (1821)
- Sinfonie (Sinfonia III) e-Moll MWV N 3 (1821)
- Sinfonie (Sinfonia IV) c-Moll MWV N 4 (1821)
- Sinfonie (Sinfonia V) B-Dur MWV N 5 (1821)
- Sinfonie (Sinfonia VI) Es-Dur MWV N 6 (1821)
- Sinfonie (Sinfonia VII) d-Moll MWV N 7 (1822)
- Sinfonie (Sinfonia VIII) D-Dur MWV N 8 (1822)
- Sinfonie (Sinfonia IX) c-Moll/C-Dur MWV N 9 (1823)
- Sinfonie-Satz (Sinfonia X) h-Moll MWV N 10 (1823)
- Sinfonie (Sinfonia [XI]) f-Moll MWV N 11 (1823)
- Sinfonie ([Sinfonia XII]) g-Moll MWV N 12 (1823)
- Sinfonie-Satz c-Moll MWV N 14 (1823, mitunter „Streichersinfonie Nr. 13“ genannt)

#### „Große“ Sinfonien
- Sinfonie Nr. 1 c-Moll op. 11, MWV N 13 (1824)
- Sinfonie Nr. 5 d-Moll („Reformationssinfonie“) op. 107, MWV N 15 (1832)
- Sinfonie Nr. 4 A-Dur („Italienische“) op. 90, MWV N 16 (1833)
- Sinfonie B-Dur, Fragment MWV N 17 (1839)
- Sinfonie C-Dur, Fragment MWV N 19 (1839)
- Sinfonie Nr. 3 a-Moll („Schottische“) op. 56, MWV N 18 (1842)

### Konzerte und konzertante Werke
- Recitativo d-Moll für Klavier und Streichorchester, MWV O 1 (1820)
- Konzert a-Moll für Klavier und Streichorchester, MWV O 2 (1822)
- Konzert d-Moll für Violine und Streichorchester, MWV O 3 (1822)
- Doppelkonzert d-Moll für Violine, Klavier und Streichorchester (Bläser und Pauken ad lib.), MWV O 4 (1823)
- Konzert E-Dur für zwei Klaviere und Orchester MWV O 5 (1823)
- Konzert As-Dur für zwei Klaviere und Orchester MWV O 6 (1824)
- Klavierkonzert Nr. 1 g-Moll op. 25, MWV O 7 (1831)
- Capriccio brillant h-Moll für Klavier und Orchester op. 22, MWV O 8 (1832)
- Fantasie und Variationen über Webers „Preciosa“ c-Moll für zwei Klaviere und Orchester (Gemeinschaftskomposition mit Ignaz Moscheles) MWV O 9 (1833)
- Rondo brillant Es-Dur für Klavier und Orchester op. 29, MWV O 10 (1834)
- Klavierkonzert Nr. 2 d-Moll op. 40, MWV O 11 (1837)
- Serenade und Allegro giojoso h-Moll / D-Dur für Klavier und Orchester bzw. Streichorchester op. 43, MWV O 12 (1838)
- Klavierkonzert Nr. 3 e-Moll op. posth., MWV O 13 (Fragment von 1840/44, aus den Skizzen vervollständigt von Marcello Bufalini, UA: 11. Februar 2007 Philharmonie Berlin, Roberto Prosseda – Klavier, Berliner Symphoniker, Lior Shambadal – Leitung)
- Violinkonzert e-Moll op. 64, MWV O 14 (1838/1844)

### Ouvertüren und andere Orchesterwerke
- Ouvertüre für Harmoniemusik op. 24, MWV P 1 (1824)
- Ouvertüre C-Dur („Trompetenouvertüre“) op. 101, MWV P 2 (1826)
- Ein Sommernachtstraum op. 21, MWV P 3 (1826)
- Kindersinfonie MWV P 4 (1827)
- Meeresstille und glückliche Fahrt op. 27, MWV P 5 (1828/1834)
- Kindersinfonie MWV P 6 (1828)
- Die Hebriden op. 26, MWV P 7 (1832)
- Kindersinfonie MWV P 8
- Militärstück MWV P 9
- Tusch Es-Dur MWV P 10
- Prozessionsmarsch Es-Dur MWV P 11 (1833)
- Das Märchen von der schönen Melusine op. 32, MWV P 12 (1833)
- Prozessionsmarsch MWV P 13 (1834)
- Trauermarsch a-Moll op. 103, MWV P 14 (1836)
- Ruy Blas op. 95, MWV P 15 (1839)
- Marsch D-Dur op. 108, MWV P 16 (1841)
- Marsch Es-Dur MWV P 17
- Marsch Es-Dur MWV P 18
- Prozessionsmarsch Es-Dur MWV P 19

### Kammermusikalische Werke mit Klavier
- Fragment A-Dur für Violine und Klavier MWV Q 1
- Sonate F-Dur für Violine und Klavier, Fragment MWV Q 2
- Trio c-Moll für Klavier, Violine und Viola MWV Q 3 (1820)
- Andante d-Moll für Violine und Klavier MWV Q 4
- Fuge d-Moll für Violine und Klavier MWV Q 5
- Fragment C-Dur für Violine und Klavier MWV Q 6
- Sonate F-Dur für Violine und Klavier MWV Q 7 (1820)
- Menuett G-Dur für Violine und Klavier MWV Q 8
- Sonate d-Moll für Violine und Klavier, Fragment MWV Q 9
- Quartett d-Moll für Klavier, Violine, Viola und Violoncello MWV Q 10
- Quartett Nr. 1 c-Moll für Klavier, Violine, Viola und Violoncello op. 1, MWV Q 11 (1822)
- Sonate f-Moll für Violine und Klavier op. 4, MWV Q 12 (ca. 1823)
- Quartett Nr. 2 f-Moll für Klavier, Violine, Viola und Violoncello op. 2, MWV Q 13 (1823)
- Sonate c-Moll für Viola und Klavier MWV Q 14 (1824)
- Sonate Es-Dur für Klarinette und Klavier MWV Q 15 (1824)
- Sextett D-Dur für Violine, 2 Violen, Violoncello, Kontrabass und Klavier op. 110, MWV Q 16 (1824)
- Quartett Nr. 3 h-Moll für Klavier, Violine, Viola und Violoncello op. 3, MWV Q 17 (1825)
- Sonate d-Moll für Violine und Klavier, Fragment MWV Q 18
- Variations concertantes (Andante con variazioni) D-Dur für Violoncello und Klavier op. 17, MWV Q 19
- The Evening Bell B-Dur für Harfe und Klavier MWV Q 20 (1829)
- Variationen A-Dur für Violoncello und Klavier (Gemeinschaftskomposition mit Joseph Merk) MWV Q 21
- Trio für Violine, Violoncello und Klavier, Fragment MWV Q 22
- Konzertstück für Klarinette, Bassetthorn und Orchester Nr. 1 op. 113, MWV Q 23 (1832)
- Konzertstück für Klarinette, Bassetthorn und Orchester Nr. 2 op. 114, MWV Q 24 (1833)
- Assai tranquillo h-Moll für Violoncello und Klavier MWV Q 25
- Sonate F-Dur für Violine und Klavier MWV Q 26 (1838)
- Sonate B-Dur für Violoncello und Klavier op. 45, MWV Q 27 (1838)
- Trio A-Dur für Violine, Violoncello und Klavier, Fragment MWV Q 28
- Trio Nr. 1 (Grand Trio) d-Moll für Violine, Violoncello und Klavier op. 49, MWV Q 29 (1839)
- Sonate für Violine und Klavier MWV Q 30
- Adagio, fis-Moll für Violine, Violoncello und Klavier, Fragment MWV Q 31
- Sonate D-Dur für Violoncello und Klavier op. 58, MWV Q 32 (1843)
- Trio Nr. 2 (Second Grand Trio) c-Moll für Violine, Violoncello und Klavier op. 66, MWV Q 33 (1845)
- Romance sans paroles D-Dur für Violoncello und Klavier („Lied ohne Worte“) op. 109, MWV Q 34

### Kammermusikalische Werke ohne Klavier
- Fuge d-Moll für zwei Violinen, Viola und Violoncello MWV R 1
- Fuge C-Dur für zwei Violinen, Viola und Violoncello MWV R 2
- Fuge d-Moll für zwei Violinen, Viola und Violoncello MWV R 3
- Fuge d-Moll für zwei Violinen, Viola und Violoncello MWV R 4
- Fuge c-Moll für zwei Violinen, Viola und Violoncello MWV R 5
- Fuge d-Moll für zwei Violinen, Viola und Violoncello MWV R 6
- Fuge c-Moll für zwei Violinen, Viola und Violoncello MWV R 7
- Fuge Es-Dur für zwei Violinen, Viola und Violoncello MWV R 8
- Fuge C-Dur für zwei Violinen, Viola und Violoncello, Fragment MWV R 9
- Fuge g-Moll für zwei Violinen, Viola und Violoncello, Fragment MWV R 10
- Fuge g-Moll für zwei Violinen, Viola und Violoncello MWV R 11
- Fuge F-Dur für zwei Violinen, Viola und Violoncello MWV R 12
- Fuge G-Dur für zwei Violinen, Viola und Violoncello, Fragment MWV R 13
- Fuge A-Dur für zwei Violinen, Viola und Violoncello MWV R 14
- Fuge G-Dur für zwei Violinen, Viola und Violoncello, Fragment MWV R 15
- Fuge F-Dur für zwei Violinen, Viola und Violoncello, Fragment MWV R 16
- Fuge C-Dur für zwei Violinen, Viola und Violoncello MWV R 17
- Quartett Es-Dur für zwei Violinen, Viola und Violoncello MWV R 18 (1823)
- Duo d-Moll für zwei Violinen MWV R 19
- Oktett Es-Dur für vier Violinen, zwei Violen und zwei Violoncelli op. 20, MWV R 20 (1825)
- Quintett A-Dur für zwei Violinen, zwei Violen und Violoncello op. 18, MWV R 21 (1826)
- Quartett a-Moll für zwei Violinen, Viola und Violoncello op. 13, MWV R 22 (1827)
- Fuge Es-Dur für zwei Violinen, Viola und Violoncello op. 81 Nr. 4, MWV R 23 (1827)
- The Shepherd’s Song g-Moll für Flöte solo MWV R 24
- Quartett Es-Dur für zwei Violinen, Viola und Violoncello op. 12, MWV R 25 (1829)
- Quartett F-Dur für zwei Violinen, Viola und Violoncello, Fragment MWV R 27
- Andante B-Dur für Violine und Violoncello MWV R 29
- Drei Streichquartette op. 44, MWV SD 19
  - Quartett e-Moll für zwei Violinen, Viola und Violoncello op. 44 Nr. 2, MWV R 26 (1837)
  - Quartett Es-Dur für zwei Violinen, Viola und Violoncello op. 44 Nr. 3, MWV R 28 (1837/1838)
  - Quartett D-Dur für zwei Violinen, Viola und Violoncello op. 44 Nr. 1, MWV R 30 (1838)
- Andante A-Dur für zwei Violinen, Viola und Violoncello, Fragment MWV R 31
- Capriccio / Caprice e-Moll für zwei Violinen, Viola und Violoncello op. 81 Nr. 3, MWV R 32 (1843)
- Quintett B-Dur für zwei Violinen, zwei Violen und Violoncello op. 87, MWV R 33 (1845)
- Andante sostenuto E-Dur für zwei Violinen, Viola und Violoncello op. 81 Nr. 1, MWV R 34 (1847)
- Scherzo a-Moll für zwei Violinen, Viola und Violoncello op. 81 Nr. 2, MWV R 35 (1847)
- Allegro vivace E-Dur für zwei Violinen, Viola und Violoncello, Fragment MWV R 36
- Quartett f-Moll für zwei Violinen, Viola und Violoncello op. 80, MWV R 37 (1847)

### Werke für zwei Klaviere
- Sonate (Doppelsonate) D-Dur MWV S 1
- Sonatensatz g-Moll MWV S 2

### Werke für Klavier zu vier Händen
- Fantasie d-Moll MWV T 1
- [Variationen über ein ostinates Thema] MWV T 2
- Andante g-Moll, Fragment MWV T 3
- Duett A-Dur (Allegro brillant) MWV T 4

### Werke für Klavier zu zwei Händen
- Allegro C-Dur MWV U 1
- Klavierstück g-Moll MWV U 2
- Andante A-Dur MWV U 3
- Allegro molto h-Moll MWV U 4
- Klavierstück G-Dur, Fragment MWV U 5
- Andante F-Dur MWV U 6
- Klavierstück h-Moll / d-Moll MWV U 7
- Sonate a-Moll MWV U 8
- Largo d-Moll MWV U 9
- Klavierstück f-Moll MWV U 10
- Recitativo e-Moll MWV U 11
- Klavierstück e-Moll / G-Dur MWV U 12
- Largo – Allegro c-Moll MWV U 13
- Andante C-Dur, Fragment MWV U 14
- Adagio D-Dur MWV U 15
- Presto c-Moll, Fragment MWV U 16
- Presto c-Moll MWV U 17
- Klavierstück e-Moll MWV U 18
- Sonate e-Moll MWV U 19
- Andante b-Moll, Fragment MWV U 20
- Sonate F-Dur, Fragment MWV U 21
- Klavierstück a-Moll MWV U 22
- Sonate f-Moll MWV U 23
- Etüde F-Dur, Fragment MWV U 24
- Klavierstück C-Dur, Fragment MWV U 25
- Etüde d-Moll MWV U 26
- Etüde a-Moll MWV U 27
- Allegro a-Moll MWV U 28
- Etüde C-Dur MWV U 29
- Sonate g-Moll op. 105, MWV U 30 (1820/1821, erschienen 1868)
- Largo c-Moll – Allegro di molto C-Dur MWV U 31
- Fuge d-Moll MWV U 32
- Fuge a-Moll, Fragment MWV U 33
- Klavierstück für Carl Begas MWV U 34
- Sonatine E-Dur MWV U 35
- Fuge d-Moll MWV U 36
- Fuge h-Moll MWV U 37
- Klavierstück G-Dur MWV U 38
- Walzer D-Dur MWV U 39
- Andante E-Dur MWV U 40
- Fantasie c-Moll / D-Dur MWV U 41
- Sonate b-Moll MWV U 42
- Capriccio es-Moll MWV U 43
- Prestissimo f-Moll MWV U 45
- Fuge g-Moll MWV U 46
- Allegro moderato Es-Dur, Fragment MWV U 47
- Allegro con moto a-Moll, Fragment MWV U 48
- Allegro vivace f-Moll, Fragment MWV U 49
- Capriccio / Capriccio (Scherzo) fis-Moll op. 5, MWV U 50 (1825, erschienen 1825)
- Fuge cis-Moll MWV U 51
- Vivace c-Moll MWV U 52
- Andante D-Dur MWV U 53
- Sonate E-Dur op. 6, MWV U 54 (1825, erschienen 1826)
- Fuge Es-Dur MWV U 57
- Perpetuum mobile / Scherzo C-Dur op. 119, MWV U 58 (1826, Ignaz Moscheles gewidmet, erschienen posthum)
- Sieben Charakterstücke op. 7, MWV SD 1 (1824–1827, erschienen 1827, Louis Berger gewidmet)
  - Charakterstück (Mit heftiger Bewegung) h-Moll op. 7 Nr. 2, MWV U 44
  - Charakterstück (Schnell und beweglich) A-Dur op. 7 Nr. 4, MWV U 55
  - Charakterstück (Sanft und mit Empfindung) e-Moll op. 7 Nr. 1, MWV U 56
  - Charakterstück (Kräftig und feurig) D-Dur op. 7 Nr. 3, MWV U 59
  - Charakterstück (Fuge) (Ernst und mit steigender Lebhaftigkeit) A-Dur op. 7 Nr. 5, MWV U 60
  - Charakterstück (Sehnsüchtig) e-Moll op. 7 Nr. 6, MWV U 61
  - Charakterstück (Leicht und luftig) E-Dur op. 7 Nr. 7, MWV U 62
- Anfang und Ende eines Klavierstückes A-Dur MWV U 63
- Sonata B-Dur op. 106, MWV U 64 (1827, erschienen 1868)
- Fuge e-Moll („Notre Temps“) MWV U 65
- Rondo capriccioso (Etude) E-Dur op. 14, MWV U 67 (1830, erschienen 1831)
- Lied ohne Worte Es-Dur MWV U 68
- Scherzo h-Moll MWV U 69 (1829, erschienen 1829)
- Trois Fantaisies ou Caprices op. 16, MWV SD 4 (1829, erschienen 1831)
  - Fantaisie ou Capriccio (Nelken und Rosen in Menge) A-Dur op. 16 Nr. 1, MWV U 70
  - Fantaisie ou Capriccio (Scherzo) e-Moll op. 16 Nr. 2, MWV U 71
  - Fantaisie ou Capriccio (Am Bach / The Rivulet) E-Dur op. 16 Nr. 3, MWV U 72
- Fantasie über das irländische Lied The Last Rose of Summer E-Dur op. 15, MWV U 74 (1829, erschienen 1830)
- Andante con moto A-Dur MWV U 75
- Andante A-Dur MWV U 76
- Fuge e-Moll, Fragment MWV U 79
- Andante maestoso F-Dur (Gemeinschaftskomposition mit Fanny Hensel) MWV U 81
- Lied ohne Worte Es-Dur, Fragment MWV U 82
- Walzer MWV U 83
- Walzer MWV U 84
- Walzer MWV U 85
- Andante H-Dur – Allegro di molto h-Moll (Rondo brillant) MWV U 87
- Con moto A-Dur MWV U 88
- Lieder ohne Worte, Heft 1, op. 19, MWV SD 5 (1829/1830, erschienen 1832)
  - Lied ohne Worte A-Dur op. 19[b] Nr. 4, MWV U 73
  - Lied ohne Worte (Venetianisches Gondellied / Auf einer Gondel) g-Moll op. 19[b] Nr. 6, MWV U 78
  - Lied ohne Worte a-Moll op. 19[b] Nr. 2, MWV U 80
  - Lied ohne Worte E-Dur op. 19[b] Nr. 1, MWV U 86
  - Lied ohne Worte A-Dur („Jägerlied“) op. 19[b] Nr. 3, MWV U 89
  - Lied ohne Worte fis-Moll op. 19[b] Nr. 5, MWV U 90
- Fantasie (Sonate écossaise) fis-Moll op. 28, MWV U 92 (1832/1833, erschienen 1834, Ignaz Moscheles gewidmet)
- Andante cantabile B-Dur (Musical Sketch Nr. 1) MWV U 93
- Presto agitato g-Moll (Musical Sketch Nr. 2) MWV U 94
- Kleine Fuge h-Moll MWV U 96
- Lieder ohne Worte, Heft 2, op. 30, MWV SD 9 (1833/1834, erschienen 1835, Elise von Woringen gewidmet)
  - Lied ohne Worte b-Moll op. 30 Nr. 2, MWV U 77
  - Lied ohne Worte D-Dur op. 30 Nr. 5, MWV U 97
  - Lied ohne Worte h-Moll op. 30 Nr. 4, MWV U 98
  - Lied ohne Worte Es-Dur op. 30 Nr. 1, MWV U 103
  - Lied ohne Worte E-Dur op. 30 Nr. 3, MWV U 104
  - Lied ohne Worte (Venetianisches Gondellied / Gondolierlied) fis-Moll op. 30 Nr. 6, MWV U 110
- Trois Caprices op. 33, MWV SD 11 (1833–1835 komponiert, 1836 gedruckt, Carl Klingemann gewidmet)
  - Caprice / Capriccio b-Moll op. 33 Nr. 3, MWV U 95
  - Caprice / Capriccio a-Moll op. 33 Nr. 1, MWV U 99
  - Caprice / Capriccio E-Dur op. 33 Nr. 2, MWV U 112
- Scherzo a Capriccio fis-Moll MWV U 113 (1835, erschienen 1836)
- Fuge b-Moll, Fragment MWV U 118
- Lieder ohne Worte, Heft 3, op. 38, MWV SD 16 (1836/1837, erschienen 1837, Rosa von Woringen gewidmet)
  - Lied ohne Worte E-Dur op. 38 Nr. 3, MWV U 107
  - Lied ohne Worte c-Moll op. 38 Nr. 2, MWV U 115
  - Lied ohne Worte (Duett) As-Dur op. 38 Nr. 6, MWV U 119
  - Lied ohne Worte A-Dur op. 38 Nr. 4, MWV U 120
  - Lied ohne Worte Es-Dur op. 38 Nr. 1, MWV U 121
  - Lied ohne Worte a-Moll op. 38 Nr. 5, MWV U 137
- Lied ohne Worte fis-Moll MWV U 124
- Etüde (Präludium) f-Moll MWV U 125
- Allegro h-Moll, Fragment MWV U 130
- Drei Präludien Heft 1 op. 104, MWV SD 55 (1836, erschienen 1868)
  - Präludium h-Moll op. 104/1 Nr. 2, MWV U 123
  - Präludium D-Dur op. 104/1 Nr. 3, MWV U 127
  - Präludium B-Dur op. 104/1 Nr. 1, MWV U 132
- Präludium fis-Moll, Fragment MWV U 133
- Allegro e-Moll („Albumblatt“) op. 117, MWV U 134 (1836, erschienen 1872)
- Sechs Präludien und Fugen op. 35, MWV SD 14 (1831–1836, erschienen 1837)
  - Präludium (Etude) e-Moll op. 35 Nr. 1[a], MWV U 116
  - Fuge e-Moll op. 35 Nr. 1[b], MWV U 66
  - Präludium D-Dur op. 35 Nr. 2[a], MWV U 129
  - Fuge D-Dur op. 35 Nr. 2[b], MWV U 105
  - Präludium h-Moll op. 35 Nr. 3[a], MWV U 131
  - Fuge h-Moll op. 35 Nr. 3[b], MWV U 91
  - Präludium As-Dur op. 35 Nr. 4[a], MWV U 122
  - Fuge As-Dur op. 35 Nr. 4[b], MWV U 108
  - Präludium f-Moll op. 35 Nr. 5[a], MWV U 126
  - Fuge f-Moll op. 35 Nr. 5[b], MWV U 106
  - Präludium B-Dur op. 35 Nr. 6[a], MWV U 135
  - Fuge B-Dur op. 35 Nr. 6[b], MWV U 128
- Gondellied / Barcarole (Lied auf einer Gondel) A-Dur MWV U 136 (1837, erschienen 1841)
- Allegretto A-Dur MWV U 138
- Andante E-Dur – Allegro e-Moll („Capriccio“), op. 118, MWV U 139 (1837, erschienen posthum als „Capriccio E-Dur“)
- Impromptu MWV U 140
- Andante cantabile e Presto agitato H-Dur / h-Moll MWV U 141 (1838, erschienen 1838)
- Drei Etüden Heft 2 op. 104, MWV SD 55 (1834–1838, erschienen 1868)
  - Etüde F-Dur op. 104/2 Nr. 2, MWV U 100
  - Etüde b-Moll op. 104/2 Nr. 1, MWV U 117
  - Etüde a-Moll op. 104/2 Nr. 3, MWV U 142
- Fuge Es-Dur, Fragment MWV U 146
- Sonate G-Dur, Fragment MWV U 147
- Andante sostenuto E-Dur, Fragment MWV U 148
- Lied ohne Worte MWV U 149
- Lied ohne Worte F-Dur MWV U 150
- Lieder ohne Worte, Heft 4, op. 53, MWV SD 23 (1841, erschienen 1841, Sophie Horsley gewidmet)
  - Lied ohne Worte Es-Dur op. 53 Nr. 2, MWV U 109
  - Lied ohne Worte (Abendlied) F-Dur op. 53 Nr. 4, MWV U 114
  - Lied ohne Worte As-Dur op. 53 Nr. 1, MWV U 143
  - Lied ohne Worte (Gondellied) g-Moll op. 53 Nr. 3, MWV U 144
  - Lied ohne Worte (Volkslied) a-Moll op. 53 Nr. 5, MWV U 153
  - Lied ohne Worte A-Dur op. 53 Nr. 6, MWV U 154
- 17 Variations sérieuses d-Moll op. 54, MWV U 156 (1841, erschienen 1841)
- Präludium e-Moll („Notre Temps“) MWV U 157
- Andante con Variazioni Es-Dur op. 82, MWV U 158 (1841, erschienen 1850)
- Andante con Variazioni B-Dur op. 83, MWV U 159 (1841, erschienen 1850)
- Allegretto a-Moll MWV U 160
- Kanon fis-Moll MWV U 163
- Andante Es-Dur MWV U 165
- Sostenuto F-Dur MWV U 167
- Sechs Kinderstücke op. 72, MWV SD 36 (1842, erschienen 1847)
  - Kinderstück G-Dur op. 72 Nr. 3, MWV U 164
  - Kinderstück g-Moll op. 72 Nr. 5, MWV U 166
  - Kinderstück F-Dur op. 72 Nr. 6, MWV U 168
  - Kinderstück D-Dur op. 72 Nr. 4, MWV U 169
  - Kinderstück Es-Dur op. 72 Nr. 2, MWV U 170
  - Kinderstück G-Dur op. 72 Nr. 1, MWV U 171
- Klavierstück e-Moll MWV U 173
- Allegro (Bärentanz) F-Dur MWV U 174
- Lied ohne Worte D-Dur, Fragment MWV U 176
- Lied ohne Worte D-Dur MWV U 178
- Andante con moto e-Moll MWV U 179
- Presto A-Dur, Fragment MWV U 183
- Lieder ohne Worte, Heft 5, op. 62, MWV SD 29 (1841–1844, erschienen 1844, Clara Schumann gewidmet)
  - Lied ohne Worte (Venetianisches Gondellied / Gondellied / Venetian Barcarole) a-Moll op. 62 Nr. 5, MWV U 151
  - Lied ohne Worte (Frühlingslied) A-Dur op. 62 Nr. 6, MWV U 161
  - Lied ohne Worte G-Dur op. 62 Nr. 4, MWV U 175
  - Lied ohne Worte e-Moll („Trauermarsch“) op. 62 Nr. 3, MWV U 177
  - Lied ohne Worte B-Dur op. 62 Nr. 2, MWV U 181
  - Lied ohne Worte G-Dur op. 62 Nr. 1, MWV U 185
- Klavierstück a-Moll MWV U 186
- Reiter-Lied d-Moll MWV U 187
- Lieder ohne Worte, Heft 6, op. 67, MWV SD 32 (1843–1845, erschienen 1845, Sophie Rosen gewidmet)
  - Lied ohne Worte B-Dur op. 67 Nr. 3, MWV U 102
  - Lied ohne Worte fis-Moll op. 67 Nr. 2, MWV U 145
  - Lied ohne Worte Es-Dur op. 67 Nr. 1, MWV U 180
  - Lied ohne Worte C-Dur („Spinnerlied“) op. 67 Nr. 4, MWV U 182
  - Lied ohne Worte h-Moll op. 67 Nr. 5, MWV U 184
  - Lied ohne Worte E-Dur op. 67 Nr. 6, MWV U 188
- Lieder ohne Worte, Heft 7, op. 85, MWV SD 46 (1834–1845, erschienen 1851)
  - Lied ohne Worte a-Moll op. 85 Nr. 2, MWV U 101
  - Lied ohne Worte Es-Dur op. 85 Nr. 3, MWV U 111
  - Lied ohne Worte B-Dur op. 85 Nr. 6, MWV U 155
  - Lied ohne Worte F-Dur op. 85 Nr. 1, MWV U 189
  - Lied ohne Worte D-Dur op. 85 Nr. 4, MWV U 190
  - Lied ohne Worte A-Dur op. 85 Nr. 5, MWV U 191
- Lieder ohne Worte, Heft 8, op. 102, MWV SD 54 (1842–1845, erschienen 1868)
  - Lied ohne Worte g-Moll op. 102 Nr. 4, MWV U 152
  - Lied ohne Worte e-Moll op. 102 Nr. 1, MWV U 162
  - Lied ohne Worte C-Dur op. 102 Nr. 6, MWV U 172
  - Lied ohne Worte D-Dur op. 102 Nr. 2, MWV U 192
  - Kinderstück (Lied ohne Worte) A-Dur op. 102 Nr. 5, MWV U 194
  - Kinderstück (Lied ohne Worte) C-Dur op. 102 Nr. 3, MWV U 195
- Andante pastorale C-Dur MWV U 193
- Wie die Zeit läuft! g-Moll MWV U 196
- Auf fröhliches Wiedersehn A-Dur MWV U 197
- Klavierstück für Fanny Russell MWV U 198
- Fuge a-Moll MWV U 199

### Orgelwerk für zwei Spieler
- Two Fugues MWV V 1

### Orgelwerke für einen Spieler
- [Toccata] d-Moll, Fragment MWV W 1
- Präludium d-Moll MWV W 2 (1820)
- Fuge d-Moll MWV W 3
- Fuge g-Moll MWV W 4
- Fuge d-Moll MWV W 5
- Andante D-Dur MWV W 6 (1823)
- [Passacaglia] c-Moll MWV W 7 (1823)
- [Choral-Partita] Wie groß ist des Allmächt’gen Güte G-Dur MWV W 8
- Fantasie [mit Fuge] g-Moll, Fragment MWV W 9
- Orgelstück für Fanny Mendelssohn Bartholdys Hochzeit A-Dur MWV W 10
- [Choralbearbeitung] Nimm von uns, Herr e-Moll MWV W 11
- Nachspiel D-Dur MWV W 12
- Präludium c-Moll, Fragment MWV W 14
- Andante con moto g-Moll MWV W 15
- [Präludium] E-Dur, Fragment MWV W 16
- Fuge E-Dur, Fragment MWV W 17
- Fughetta D-Dur MWV W 19
- Drei Präludien und Fugen op. 37, MWV SD 15 (1836/37)
  - Fuge d-Moll op. 37 Nr. 3[b], MWV W 13
  - Fuge c-Moll op. 37 Nr. 1[b], MWV W 18
  - Fuge G-Dur op. 37 Nr. 2[b], MWV W 20
  - Präludium c-Moll op. 37 Nr. 1[a], MWV W 21
  - Präludium G-Dur op. 37 Nr. 2[a], MWV W 22
  - Präludium d-Moll op. 37 Nr. 3[a], MWV W 23
- Fuge e-Moll MWV W 24
- Fuge C-Dur MWV W 25
- Fuge / Andante sostenuto f-Moll MWV W 26
- [Choral und Variation O Haupt voll Blut und Wunden] d-Moll, Fragment MWV W 27
- Präludium c-Moll MWV W 28 (1841)
- Fuge c-Moll, Fragment MWV W 29
- Andante F-Dur MWV W 30
- Allegretto d-Moll MWV W 31
- Andante [mit Variationen] D-Dur MWV W 32 (1844)
- Allegro [mit Choral und Fuge] d-Moll / D-Dur MWV W 33
- Con moto maestoso A-Dur MWV W 34
- Andante. Con moto / Andante tranquillo non lento A-Dur MWV W 35
- Allegro vivace F-Dur MWV W 36
- Allegro / Allegro maestoso D-Dur MWV W 37
- Andante h-Moll MWV W 38
- Choral As-Dur / A-Dur MWV W 39
- Adagio As-Dur MWV W 40
- [Choral] D-Dur MWV W 41
- Allegro assai C-Dur, Fragment MWV W 42
- Grave – Andante con moto c-Moll MWV W 43
- Allegro moderato maestoso C-Dur MWV W 44
- Allegro moderato e grave f-Moll MWV W 45
- Andante F-Dur MWV W 46
- Allegro B-Dur MWV W 47 (1844)
- Allegro maestoso / Allegro con brio B-Dur MWV W 48
- Andante alla Marcia B-Dur MWV W 49
- Moderato C-Dur MWV W 50
- Choral [mit Variationen] d-Moll MWV W 51
- Andante D-Dur MWV W 52
- Fuge d-Moll MWV W 53
- Fuge B-Dur MWV W 54
- [Andante. Recitativo] f-Moll MWV W 55
- Sechs Sonaten op. 65, MWV SD 31 (1844/1845)
  - Sonate f-Moll op. 65 Nr. 1, MWV W 56
  - Sonate c-Moll op. 65 Nr. 2, MWV W 57
  - Sonate A-Dur op. 65 Nr. 3, MWV W 58
  - Sonate B-Dur op. 65 Nr. 4, MWV W 59
  - Sonate D-Dur op. 65 Nr. 5, MWV W 60
  - Sonate d-Moll op. 65 Nr. 6, MWV W 61

## Miscellanea

### Vokalkanons
- „Gesegnete Mahlzeit“ MWV X 1
- „Ich will Dienstag kommen“ MWV X 2
- „Wohl ihm“ MWV X 3
- „Ach, liebe Fanny, verzeih“ MWV X 4
- „Denn ach, sie sind Philister“ MWV X 5
- „Ein genialer Geist frägt nicht“ MWV X 6
- „Sohn, Schmidt, Bendemann“ MWV X 7
- „Mit Vergnügen werd ich kommen“ MWV X 8
- „Und ob du mich züchtigest, Herr“ MWV X 9
- „Danke für das Final“ MWV X 10
- „Ich danke Ihnen ergebenst für das Trio“ MWV X 11
- „Der Bruder schreibt mir nicht“ MWV X 12
- „Pater peccavi“ MWV X 13
- „Gute Bessrung“ MWV X 14
- „Dear Miss Sophy, let me thank you“ MWV X 15
- „Please to admit the Miss Nicholsons“ MWV X 16
- „Gott fürchten, ist die Weisheit“ MWV X 17

### Instrumentalkanons

#### Kanons mit eindeutiger Zuordnung
- Kanon A-Dur für drei Stimmen MWV Y 1
- Kanon F-Dur für drei Stimmen MWV Y 2
- Kanon F-Dur für sechs Stimmen und Bassbegleitung MWV Y 3
- Kurzgefasste Übersicht des canonischen Rechts für drei Violinen MWV Y 4
- Kanon h-Moll für drei Stimmen und Bassbegleitung MWV Y 5
- Kanon a-Moll für drei Stimmen MWV Y 6
- Kanon Es-Dur für zwei Violen MWV Y 7
- Kanon h-Moll für drei Stimmen MWV Y 8
- Kanon h-Moll für drei Stimmen MWV Y 9
- Kanon d-Moll, Fragment MWV Y 10
- Kanon c-Moll für zwei oder drei Stimmen und Bassbegleitung MWV Y 11
- Kanon C-Dur für zwei Stimmen MWV Y 12
- Kanon h-Moll für zwei Stimmen MWV Y 13
- Kanon c-Moll für zwei Stimmen und Bassbegleitung MWV Y 14
- Kanon a-Moll für vier Stimmen (Canone Doppio) MWV Y 15
- Kanon h-Moll für zwei Stimmen und Bassbegleitung MWV Y 16
- Kanon a-Moll für zwei Stimmen MWV Y 17
- Kanon h-Moll für drei Stimmen MWV Y 18
- Kanon a-Moll Etude für eine Violine, oder Canon für 2 Violinen MWV Y 19
- Kanon g-Moll für vier Stimmen MWV Y 20
- Kanon G-Dur für zwei Stimmen und eine Oberstimme MWV Y 21

#### Kanons mit unsicherer Zuordnung
- a) Kanon bis 1834
- b) Kanon aus den 1840er Jahren
- c) Kanon vom 11. November 1840 für zwei Stimmen
- d) Kanon vom 19. Mai 1841
- e) Kanon vom 23. Dezember 1841
- f) Kanon von März oder April 1843 für drei Stimmen
- g) Kanon vom 7. Juli 1843 für zwei Stimmen
- h) Kanon vom 8. Juli 1844 für zwei Stimmen
- i) Kanon vom 10. Juli 1844

### Varia
- Übungsbuch bei Zelter MWV Z 1
- Harmonieübungen und kanonische Studien MWV Z 2
- Skizzen und Entwürfe MWV Z 3
- Notizbücher MWV Z 4
- Albumblätter und anderweitige Notate, musikalische Scherze etc. MWV Z 5
- Notenzitate in Briefen MWV Z 6
- Sonstiges MWV Z 7
- Nicht näher bestimmbare Notate MWV Z 8

## Anhang

### Zweifelhafte Werke
- Die Kraft des Gebets „Wenn ich gefaltet meine Hände“
- Freie Kunst „Singe, wem Gesang gegeben“
- Herbstlied „Wie rauschen die Bäume so winterlich schon“
- „Wohl mit reinem zücht’gen Sinn“
- Fughette / Fughetta A-Dur für Orgel

## Gegenüberstellung zum Opus-Verzeichnis
| Op               | MWV       | Datum            | Titel | Tonart         |
| ---------------- | --------- | ---------------- | --- | -------------- |
| op. 031          | MWV A 09  |                  | Der 115. Psalm „Non nobis Domine“ / „Nicht unserm Namen, Herr“                                                     |                |
| op. 036          | MWV A 14  | (1835)           | Paulus |                |
| op. 042          | MWV A 15  | (1837/38)        | Der 42. Psalm „Wie der Hirsch schreit“                                                                             |                |
| op. 046          | MWV A 16  |                  | Der 95. Psalm „Kommt, lasst uns anbeten“                                                                           |                |
| op. 051          | MWV A 17  |                  | Der 114. Psalm „Da Israel aus Ägypten zog“                                                                         |                |
| op. 052          | MWV A 18  | (1840)           | Sinfoniekantate „Lobgesang“ / Hymn of Praise („2. Sinfonie“)                                                       | B-Dur          |
| op. 070          | MWV A 25  | (1846)           | Elias |                |
| op. 097          | MWV A 26  |                  | Erde, Hölle und Himmel („Christus“, Fragment)                                                                      |                |
| op. 023 Nr. 2    | MWV B 19  |                  | „Ave Maria“ (Offertorium)                                                                                          |                |
| op. 023 Nr. 1    | MWV B 20  |                  | Choral „Aus tiefer Not“                                                                                            |                |
| op. 023 Nr. 3    | MWV B 21  |                  | Choral „Mitten wir im Leben sind“                                                                                  |                |
| op. 039 Nr. 3    | MWV B 23  |                  | „Surrexit pastor“ / „Er ist ein guter Hirte“                                                                       |                |
| op. 039 Nr. 1    | MWV B 24  |                  | „Veni Domine“ / „Herr, erhöre uns“                                                                                 |                |
| op. 121          | MWV B 26  | (1833)           | Vespergesang, Responsorium et Hymnus: Adspice Domine                                                               |                |
| op. 039 Nr. 2    | MWV B 30  |                  | „Laudate pueri Dominum“ / „Ihr Kinder Israel“                                                                      |                |
| op. 078 Nr. 1    | MWV B 41  | (1843)           | Der 2. Psalm: Warum toben die Heiden                                                                               |                |
| op. 079 Nr. 1    | MWV B 42  |                  | Weihnachten „Frohlocket, ihr Völker“                                                                               |                |
| op. 079 Nr. 2    | MWV B 44  |                  | Am Neujahrstage „Herr, Gott, du bist unsre Zuflucht für und für“                                                   |                |
| op. 078 Nr. 2    | MWV B 46  | (1844)           | Der 43. Psalm: Richte mich, Gott                                                                                   |                |
| op. 079 Nr. 4    | MWV B 50  |                  | In der Passionszeit „Herr, gedenke nicht unsrer Übeltaten“                                                         |                |
| op. 078 Nr. 3    | MWV B 51  | (1844)           | Der 22. Psalm: Mein Gott, warum hast du mich verlassen?                                                            |                |
| op. 079 Nr. 6    | MWV B 52  |                  | Am Karfreitag „Um unsrer Sünden willen“                                                                            |                |
| op. 079 Nr. 5    | MWV B 54  |                  | Im Advent „Lasset uns frohlocken“                                                                                  |                |
| op. 079 Nr. 3    | MWV B 55  |                  | Am Himmelfahrtstage „Erhaben, o Herr, über alles Lob“                                                              |                |
| op. 069 Nr. 2    | MWV B 58  |                  | Jubilate Deo „O be joyful in the Lord“ / „Jauchzet dem Herrn, alle Welt“                                           |                |
| op. 069 Nr. 3    | MWV B 59  |                  | Magnificat „My soul doth magnify the Lord“ / „Mein Herz erhebet Gott, den Herrn“                                   |                |
| op. 069 Nr. 1    | MWV B 60  |                  | Nunc dimittis: Lord, now lettest thou                                                                              |                |
| op. 060          | MWV D 03  | (1830/31)        | Die erste Walpurgisnacht                                                                                           |                |
| op. 068          | MWV D 06  | (1846)           | Festgesang an die Künstler                                                                                         |                |
| op. 041          | MWV SD 18 | (1834)           | Sechs Lieder im Freien zu singen                                                                                   |                |
| op. 041 Nr. 2    | MWV F 04  |                  | „Entflieh mit mir und sei mein Weib“                                                                               |                |
| op. 041 Nr. 3    | MWV F 05  |                  | „Es fiel ein Reif in der Frühlingsnacht“                                                                           |                |
| op. 041 Nr. 4    | MWV F 06  |                  | „Auf ihrem Grab, da steht eine Linde“                                                                              |                |
| op. 041 Nr. 5    | MWV F 07  |                  | Mailied „Der Schnee zerrinnt, der Mai beginnt“                                                                     |                |
| op. 041 Nr. 6    | MWV F 09  |                  | Auf dem See „Und frische Nahrung, neues Blut“                                                                      |                |
| op. 041 Nr. 1    | MWV F 10  |                  | Im Walde „Ihr Vögel in den Zweigen schwank“                                                                        |                |
| op. 048          | MWV SD 21 | (1839)           | Sechs Lieder im Freien zu singen                                                                                   |                |
| op. 048 Nr. 4    | MWV F 13  |                  | Lerchengesang (Kanon) „Wie lieblicher Klang, o Lerche“                                                             |                |
| op. 048 Nr. 1    | MWV F 14  |                  | Frühlingsahnung „O sanfter, süßer Hauch“                                                                           |                |
| op. 048 Nr. 5    | MWV F 15  |                  | Morgengebet „O wunderbares tiefes Schweigen“                                                                       |                |
| op. 048 Nr. 2    | MWV F 16  |                  | Die Primel „Liebliche Blume, bist du so früh schon wiedergekommen“                                                 |                |
| op. 048 Nr. 6    | MWV F 17  |                  | Herbstlied (Herbstklage) „Holder Lenz, du bist dahin“                                                              |                |
| op. 048 Nr. 3    | MWV F 18  |                  | Frühlingsfeier „Süßer, goldner Frühlingstag“                                                                       |                |
| op. 059          | MWV SD 27 | (1837–43)        | Sechs Lieder im Freien zu singen                                                                                   |                |
| op. 059 Nr. 1    | MWV F 08  |                  | Im Grünen „Im Grün erwacht der frische Mut“                                                                        |                |
| op. 059 Nr. 3    | MWV F 20  |                  | Abschied vom Wald „O Täler weit, o Höhen“                                                                          |                |
| op. 059 Nr. 5    | MWV F 21  |                  | Ruhetal „Wenn im letzten Abendstrahl“                                                                              |                |
| op. 059 Nr. 6    | MWV F 22  |                  | Jagdlied (Vorüber) „Durch schwankende Wipfel“                                                                      |                |
| op. 059 Nr. 2    | MWV F 23  |                  | Frühzeitiger Frühling „Tage der Wonne, kommt ihr so bald“                                                          |                |
| op. 059 Nr. 4    | MWV F 24  |                  | Die Nachtigall (Kanon) „Die Nachtigall, sie war entfernt“                                                          |                |
| op. 088          | MWV SD 49 | (1839–44)        | Sechs Lieder |                |
| op. 088 Nr. 3    | MWV F 12  |                  | Hirtenlied „O Winter, schlimmer Winter“                                                                            |                |
| op. 088 Nr. 4    | MWV F 25  |                  | Die Waldvögelein „Kommt, lasst uns gehn spazieren“                                                                 |                |
| op. 088 Nr. 2    | MWV F 27  |                  | Der Glückliche „Ich hab ein Liebchen“                                                                              |                |
| op. 088 Nr. 1    | MWV F 28  |                  | Neujahrslied „Mit der Freude zieht der Schmerz“                                                                    |                |
| op. 088 Nr. 5    | MWV F 33  |                  | Deutschland „Durch tiefe Nacht ein Brausen zieht“                                                                  |                |
| op. 088 Nr. 6    | MWV F 19  |                  | Der wandernde Musikant „Durch Feld und Buchenhallen“                                                               |                |
| op. 100          | MWV SD 51 | (1839–44)        | Vier Lieder |                |
| op. 100 Nr. 2    | MWV F 26  |                  | Lob des Frühlings „Saatengrün, Veilchenduft“                                                                       |                |
| op. 100 Nr. 1    | MWV F 29  |                  | Andenken „Die Bäume grünen überall“                                                                                |                |
| op. 100 Nr. 3    | MWV F 30  |                  | Frühlingslied „Berg und Tal will ich durchstreifen“                                                                |                |
| op. 100 Nr. 4    | MWV F 11  |                  | Im Wald / Waldlust „O Wald, du kühlender Bronnen“                                                                  |                |
| op. 050          | MWV SD 22 | (1839–1840)      | Sechs Lieder für Männerstimmen                                                                                     |                |
| op. 050 Nr. 4    | MWV G 17  |                  | Wasserfahrt „Am fernen Horizonte“                                                                                  |                |
| op. 050 Nr. 3    | MWV G 19  |                  | Sommerlied „Wie Feld und Au so blinkend im Tau“                                                                    |                |
| op. 050 Nr. 1    | MWV G 23  |                  | Türkisches Schenkenlied (Türkisches Trinklied) „Setze mir nicht, du Grobian“                                       |                |
| op. 050 Nr. 5    | MWV G 26  |                  | Liebe und Wein (Vin à tout prix) „Was quälte dir dein armes Herz“                                                  |                |
| op. 050 Nr. 2    | MWV G 27  |                  | Der Jäger Abschied (Jägers Abschied / Der deutsche Wald) „Wer hat dich, du schöner Wald“                           |                |
| op. 050 Nr. 6    | MWV G 28  |                  | Wanderlied „Vom Grund bis zu den Gipfeln“                                                                          |                |
| op. 063          | MWV SD 30 | (1836–44)        | Sechs zweistimmige Lieder                                                                                          |                |
| op. 063 Nr. 6    | MWV J 07  |                  | Maiglöckchen und die Blümelein „Maiglöckchen läutet in dem Tal“                                                    |                |
| op. 063 Nr. 1    | MWV J 05  |                  | „Ich wollt, meine Lieb ergösse sich“ (Des Abends)                                                                  |                |
| op. 063 Nr. 3    | MWV J 08  |                  | Gruß „Wohin ich geh und schaue“                                                                                    |                |
| op. 063 Nr. 2    | MWV J 09  |                  | Abschiedslied der Zugvögel (Abschied der Zugvögel / Herbstlied der Zugvögel) „Wie war so schön doch Wald und Feld“ |                |
| op. 063 Nr. 5    | MWV J 10  |                  | Volkslied „O säh ich auf der Heide dort“                                                                           |                |
| op. 063 Nr. 4    | MWV J 11  |                  | Herbstlied „Ach,wie so bald verhallet der Reigen“                                                                  |                |
| op. 077          | MWV SD 39 | (1836–47)        | Drei zweistimmige Lieder                                                                                           |                |
|                  | MWV K 010 |                  | Rezitativ und Arie „Oh me infelice, oh troppo verace ellitri“                                                      |                |
| op. 008          | MWV SD 02 | (1824–28)        | Zwölf Gesänge |                |
| op. 008 Nr. 6    | MWV K 017 |                  | Frühlingslied „Jetzt kommt der Frühling“                                                                           |                |
| op. 008 Nr. 1    | MWV K 030 |                  | Minnelied im Mai „Holder klingt der Vogelsang“                                                                     |                |
| op. 008 Nr. 5    | MWV K 031 |                  | Pilgerspruch „Lass dich nur nichts nicht dauern“                                                                   |                |
| op. 008 Nr. 7    | MWV K 032 |                  | Maienlied „Man soll hören süßes Singen“                                                                            |                |
| op. 008 Nr. 8    | MWV K 033 |                  | Andres Maienlied „Die Schwalbe fliegt“ („Hexenlied“)                                                               |                |
| op. 008 Nr. 9    | MWV K 034 |                  | Abendlied „Das Tagewerk ist abgetan“                                                                               |                |
| op. 008 Nr. 10   | MWV K 035 |                  | Romanze „Einmal aus seinen Blicken“                                                                                |                |
| op. 008 Nr. 11   | MWV K 036 |                  | Im Grünen „Willkommen im Grünen“                                                                                   |                |
| op. 008 Nr. 4    | MWV K 037 |                  | Erntelied „Es ist ein Schnitter, der heißt Tod“                                                                    |                |
| op. 009          | MWV SD 03 | (1827–30)        | Zwölf Lieder |                |
| op. 009 Nr. 06   | MWV K 050 |                  | Scheidend (Auf der Fahrt) „Wie so gelinde die Flut bewegt“                                                         |                |
| op. 009 Nr. 08   | MWV K 051 |                  | Frühlingsglaube „Die linden Lüfte sind erwacht“                                                                    |                |
| op. 009 Nr. 04   | MWV K 052 |                  | Im Frühling „Ihr frühlingstrunknen Blumen“                                                                         |                |
| op. 009 Nr. 09   | MWV K 053 |                  | Ferne „In weite Ferne will ich träumen“                                                                            |                |
| op. 009 Nr. 11   | MWV K 054 |                  | Entsagung „Herr, zu dir will ich mich retten“                                                                      |                |
| op. 009 Nr. 05   | MWV K 038 |                  | Im Herbst „Ach, wie schnell die Tage fliehen“                                                                      |                |
| op. 009 Nr. 01   | MWV K 039 |                  | Frage „Ist es wahr“                                                                                                |                |
| op. 009 Nr. 02   | MWV K 041 |                  | Geständnis „Kennst du nicht das Glutverlangen“                                                                     |                |
| op. 009 Nr. 03   | MWV K 042 |                  | Romanze. Wartend „Sie trug einen Falken auf ihrer Hand“                                                            |                |
| op. 019 a        | MWV SD 06 | (1830–32)        | Sechs Gesänge |                |
| op. 019[a] Nr. 1 | MWV K 056 |                  | Frühlingslied (Minnelied) „In dem Walde süße Töne“                                                                 |                |
| op. 019[a] Nr. 2 | MWV K 063 |                  | Das erste Veilchen (Der ersten Liebe Verlust / Der erste Verlust) „Als ich das erste Veilchen erblickt“            |                |
| op. 019[a] Nr. 6 | MWV K 065 |                  | Reiselied (In die Ferne) „Bringet des treusten Herzens Grüße“                                                      |                |
| op. 019[a] Nr. 4 | MWV K 070 |                  | Neue Liebe „In dem Mondenschein im Walde“                                                                          |                |
| op. 019[a] Nr. 5 | MWV K 071 |                  | Gruß (Frühlingslied) „Leise zieht durch mein Gemüt“                                                                |                |
| op. 019[a] Nr. 3 | MWV K 072 |                  | Winterlied (Volkslied) „Mein Sohn, wo willst du hin so spät“                                                       |                |
| op. 034          | MWV SD 13 | (1832–36)        | Sechs Gesänge |                |
| op. 034 Nr. 1    | MWV K 080 |                  | Minnelied (Mailied) „Leucht't heller als die Sonne“                                                                |                |
| op. 034 Nr. 5    | MWV K 084 |                  | Sonntagslied (Sonntags) „Ringsum erschallt in Wald und Flur“                                                       |                |
| op. 034 Nr. 2    | MWV K 086 |                  | (Abendlied) „Auf Flügeln des Gesanges“                                                                             |                |
| op. 034 Nr. 3    | MWV K 089 |                  | Frühlingslied „Es brechen im schallenden Reigen“                                                                   |                |
| op. 034 Nr. 6    | MWV K 090 |                  | Reiselied „Der Herbstwind rüttelt die Bäume“                                                                       |                |
| op. 034 Nr. 4    | MWV K 092 |                  | Suleika „Ach, um deine feuchten Schwingen“                                                                         |                |
| op. 047          | MWV SD 20 | (1832–39)        | Sechs Gesänge |                |
| op. 047 Nr. 5    | MWV K 073 |                  | Der Blumenstrauß „Sie wandelt im Blumengarten“                                                                     |                |
| op. 047 Nr. 6    | MWV K 077 |                  | Bei der Wiege (Wiegenlied) „Schlummre und träume“                                                                  |                |
| op. 047 Nr. 1    | MWV K 097 |                  | Minnelied (Im Walde) „Wie der Quell so lieblich klinget“                                                           |                |
| op. 047 Nr. 2    | MWV K 100 |                  | Morgengruß „Über die Berge steigt schon die Sonne“                                                                 |                |
| op. 047 Nr. 3    | MWV K 101 |                  | Frühlingslied „Durch den Wald, den dunkeln“                                                                        |                |
| op. 047 Nr. 4    | MWV K 102 |                  | Volkslied „Es ist bestimmt in Gottes Rat“                                                                          |                |
| op. 057          | MWV SD 26 | (1839–42)        | Sechs Lieder |                |
| op. 057 Nr. 3    | MWV K 093 |                  | Suleika „Was bedeutet die Bewegung“                                                                                |                |
| op. 057 Nr. 2    | MWV K 103 |                  | Hirtenlied (Des Hirten Winterlied) „O Winter, schlimmer Winter“                                                    |                |
| op. 057 Nr. 1    | MWV K 104 |                  | Altdeutsches Lied (In dem Wald) „Es ist in den Wald gesungen“                                                      |                |
| op. 057 Nr. 4    | MWV K 106 |                  | O Jugend, o schöne Rosenzeit (Rheinisches Volkslied) „Von allen schönen Kindern“                                   |                |
| op. 057 Nr. 6    | MWV K 108 |                  | Wanderlied (Frische Fahrt / Reiselied) „Laue Luft kommt blau geflossen“                                            |                |
| op. 057 Nr. 5    | MWV K 114 |                  | Venetianisches Gondellied (Rendez-vous) „Wenn durch die Piazzetta“                                                 |                |
| op. 071          | MWV SD 35 | (1842–47)        | Sechs Lieder |                |
| op. 071 Nr. 4    | MWV K 116 |                  | Schilflied (Die Nacht) „Auf dem Teich, dem regungslosen“                                                           |                |
| op. 071 Nr. 2    | MWV K 119 |                  | Frühlingslied (Frühling) „Der Frühling naht mit Brausen“                                                           |                |
| op. 071 Nr. 1    | MWV K 120 |                  | Tröstung „Werde heiter, mein Gemüte“                                                                               |                |
| op. 071 Nr. 5    | MWV K 124 |                  | Auf der Wanderschaft (An den Wind) „Ich wandre fort ins ferne Land“                                                |                |
| op. 071 Nr. 6    | MWV K 125 |                  | Nachtlied „Vergangen ist der lichte Tag“                                                                           |                |
| op. 071 Nr. 3    | MWV K 126 |                  | An die Entfernte „Diese Rose pflück ich hier“                                                                      |                |
| op. 084          | MWV SD 45 | (1831–39)        | Drei Lieder für eine tiefe Stimme                                                                                  |                |
| op. 086          | MWV SD 47 | (1826–47)        | Sechs Gesänge |                |
| op. 099          | MWV SD 50 | (1830–45)        | Sechs Gesänge |                |
| op. 010          | MWV L 05  | (1824/25)        | Die Hochzeit des Camacho. Komische Oper                                                                            |                |
| op. 089          | MWV L 06  | (1829)           | Die Heimkehr aus der Fremde. Liederspiel                                                                           |                |
| op. 098          | MWV L 07  | (1847)           | Loreley |                |
| op. 055          | MWV M 12  | (1841)           | Musik zu Antigone                                                                                                  |                |
| op. 061          | MWV M 13  | (1843)           | Musik zu Ein Sommernachtstraum, darin der bekannte Hochzeitsmarsch                                                 |                |
| op. 093          | MWV M 14  | (1845)           | Musik zu Oedipus in Kolonos                                                                                        |                |
| op. 074          | MWV M 16  | (1843–1845)      | Musik zu Athalia (Jean Racine), darin der Kriegsmarsch der Priester                                                |                |
| op. 011          | MWV N 13  | (1824)           | Sinfonie Nr. 1 | c-Moll         |
| op. 107          | MWV N 15  | (1832)           | Sinfonie Nr. 5 („Reformationssinfonie“)                                                                            | d-Moll         |
| op. 090          | MWV N 16  | (1833)           | Sinfonie Nr. 4 („Italienische“)                                                                                    | A-Dur          |
| op. 056          | MWV N 18  | (1842)           | Sinfonie Nr. 3 („Schottische“)                                                                                     | a-Moll         |
|                  | MWV O 04  | (1823)           | Doppelkonzert für Violine, Klavier und Orchester                                                                   |                |
| op. 025          | MWV O 07  | (1831)           | Klavierkonzert Nr. 1                                                                                               | g-Moll         |
| op. 022          | MWV O 08  |                  | Capriccio brillant für Klavier und Orchester                                                                       | h-Moll         |
| op. 029          | MWV O 10  |                  | Rondo brillant für Klavier und Orchester                                                                           | Es-Dur         |
| op. 040          | MWV O 11  | (1837)           | Klavierkonzert Nr. 2                                                                                               | d-Moll         |
| op. 043          | MWV O 12  | (1838)           | Serenade und Allegro giojoso für Klavier und Orchester bzw. Streichorchester                                       | h-Moll / D-Dur |
| op. posth.       | MWV O 13  | (1840/44)        | Klavierkonzert Nr. 3                                                                                               | e-Moll         |
| op. 064          | MWV O 14  | (1838/1844)      | Violinkonzert | e-Moll         |
| op. 024          | MWV P 01  | (1824)           | Ouvertüre für Harmoniemusik                                                                                        |                |
| op. 101          | MWV P 02  | (1825)           | Ouvertüre („Trompetenouvertüre“)                                                                                   | C-Dur          |
| op. 021          | MWV P 03  | (1826/1831)      | Ein Sommernachtstraum                                                                                              |                |
| op. 027          | MWV P 05  | (1828/1833/1834) | Meeresstille und glückliche Fahrt                                                                                  |                |
| op. 026          | MWV P 07  | (1832)           | Die Hebriden |                |
| op. 032          | MWV P 12  | (1833)           | Das Märchen von der schönen Melusine                                                                               |                |
| op. 095          | MWV P 15  | (1839)           | Ruy Blas |                |
| op. 001          | MWV Q 11  | (1822)           | Quartett Nr. 1 für Klavier, Violine, Viola und Violoncello                                                         | c-Moll         |
| op. 004          | MWV Q 12  | (ca. 1823)       | Sonate für Violine und Klavier                                                                                     | f-Moll         |
| op. 002          | MWV Q 13  | (1823)           | Quartett Nr. 2 für Klavier, Violine, Viola und Violoncello                                                         | f-Moll         |
| op. 110          | MWV Q 16  | (1824)           | Sextett für Violine, 2 Violen, Violoncello, Kontrabass und Klavier                                                 | D-Dur          |
| op. 003          | MWV Q 17  | (1825)           | Quartett Nr. 3 für Klavier, Violine, Viola und Violoncello                                                         | h-Moll         |
| op. 017          | MWV Q 19  |                  | Variations concertantes (Andante con variazioni) für Violoncello und Klavier                                       | D-Dur          |
| op. 113          | MWV Q 23  | (1832)           | Konzertstück für Klarinette, Bassetthorn und Orchester Nr. 1                                                       |                |
| op. 114          | MWV Q 24  | (1833)           | Konzertstück für Klarinette, Bassetthorn und Orchester Nr. 2                                                       |                |
| op. 045          | MWV Q 27  | (1838)           | Sonate für Violoncello und Klavier                                                                                 | B-Dur          |
| op. 049          | MWV Q 29  | (1839)           | Trio Nr. 1 (Grand Trio) für Violine, Violoncello und Klavier                                                       | d-Moll         |
| op. 058          | MWV Q 32  | (1843)           | Sonate für Violoncello und Klavier                                                                                 | D-Dur          |
| op. 066          | MWV Q 33  | (1845)           | Trio Nr. 2 (Second Grand Trio) für Violine, Violoncello und Klavier                                                | c-Moll         |
| op. 020          | MWV R 20  | (1825)           | Oktett für vier Violinen, zwei Violen und zwei Violoncelli                                                         | Es-Dur         |
| op. 018          | MWV R 21  | (1826)           | Quintett für zwei Violinen, zwei Violen und Violoncello                                                            | A-Dur          |
| op. 013          | MWV R 22  | (1827)           | Quartett für zwei Violinen, Viola und Violoncello                                                                  | a-Moll         |
| op. 012          | MWV R 25  | (1829)           | Quartett für zwei Violinen, Viola und Violoncello                                                                  | Es-Dur         |
| op. 044          | MWV SD 19 |                  | Drei Streichquartette                                                                                              |                |
| op. 044 Nr. 2    | MWV R 26  | (1837)           | Quartett für zwei Violinen, Viola und Violoncello                                                                  | e-Moll         |
| op. 044 Nr. 3    | MWV R 28  | (1837/38)        | Quartett für zwei Violinen, Viola und Violoncello                                                                  | Es-Dur         |
| op. 044 Nr. 1    | MWV R 30  | (1838)           | Quartett für zwei Violinen, Viola und Violoncello                                                                  | D-Dur          |
| op. 087          | MWV R 33  | (1845)           | Quintett für zwei Violinen, zwei Violen und Violoncello                                                            | B-Dur          |
| op. 080          | MWV R 37  | (1847)           | Quartett für zwei Violinen, Viola und Violoncello                                                                  | f-Moll         |
|                  | MWV S 01  |                  | Sonate (Doppelsonate)                                                                                              | D-Dur          |
| op. 105          | MWV U 030 | (1820/1821)      | Sonate | g-Moll         |
| op. 005          | MWV U 050 | (1825)           | Capriccio / Capriccio (Scherzo)                                                                                    | fis-Moll       |
| op. 006          | MWV U 054 | (1825)           | Sonate | E-Dur          |
| op. 119          | MWV U 058 | (1826)           | Perpetuum mobile / Scherzo                                                                                         | C-Dur          |
| op. 007          | MWV SD 01 | (1824–1827)      | Sieben Charakterstücke                                                                                             |                |
| op. 007 Nr. 2    | MWV U 044 |                  | Charakterstück (Mit heftiger Bewegung)                                                                             | h-Moll         |
| op. 007 Nr. 4    | MWV U 055 |                  | Charakterstück (Schnell und beweglich)                                                                             | A-Dur          |
| op. 007 Nr. 1    | MWV U 056 |                  | Charakterstück (Sanft und mit Empfindung)                                                                          | e-Moll         |
| op. 007 Nr. 3    | MWV U 059 |                  | Charakterstück (Kräftig und feurig)                                                                                | D-Dur          |
| op. 007 Nr. 5    | MWV U 060 |                  | Charakterstück (Fuge) (Ernst und mit steigender Lebhaftigkeit)                                                     | A-Dur          |
| op. 007 Nr. 6    | MWV U 061 |                  | Charakterstück (Sehnsüchtig)                                                                                       | e-Moll         |
| op. 007 Nr. 7    | MWV U 062 |                  | Charakterstück (Leicht und luftig)                                                                                 | E-Dur          |
| op. 106          | MWV U 064 | (1827)           | Sonata | B-Dur          |
| op. 014          | MWV U 067 | (1830)           | Rondo capriccioso (Etude)                                                                                          | E-Dur          |
| op. 016          | MWV SD 04 | (1829)           | Trois Fantaisies ou Caprices                                                                                       |                |
| op. 016 Nr. 1    | MWV U 070 |                  | Fantaisie ou Capriccio (Nelken und Rosen in Menge)                                                                 | A-Dur          |
| op. 016 Nr. 2    | MWV U 071 |                  | Fantaisie ou Capriccio (Scherzo)                                                                                   | e-Moll         |
| op. 016 Nr. 3    | MWV U 072 |                  | Fantaisie ou Capriccio (Am Bach / The Rivulet)                                                                     | E-Dur          |
| op. 015          | MWV U 074 | (1829)           | Fantasie über das irländische Lied The Last Rose of Summer                                                         | E-Dur          |
| op. 019          | MWV SD 05 | (1829/1830)      | Lieder ohne Worte, Heft 1                                                                                          |                |
| op. 019[b] Nr. 4 | MWV U 073 |                  | Lied ohne Worte | A-Dur          |
| op. 019[b] Nr. 6 | MWV U 078 |                  | Lied ohne Worte (Venetianisches Gondellied / Auf einer Gondel)                                                     | g-Moll         |
| op. 019[b] Nr. 2 | MWV U 080 |                  | Lied ohne Worte | a-Moll         |
| op. 019[b] Nr. 1 | MWV U 086 |                  | Lied ohne Worte | E-Dur          |
| op. 019[b] Nr. 3 | MWV U 089 |                  | Lied ohne Worte („Jägerlied“)                                                                                      | A-Dur          |
| op. 019[b] Nr. 5 | MWV U 090 |                  | Lied ohne Worte | fis-Moll       |
| op. 028          | MWV U 092 | (1832/1833)      | Fantasie (Sonate écossaise)                                                                                        | fis-Moll       |
| op. 030          | MWV SD 09 | (1833/1834)      | Lieder ohne Worte, Heft 2                                                                                          |                |
| op. 030 Nr. 2    | MWV U 077 |                  | Lied ohne Worte | b-Moll         |
| op. 030 Nr. 5    | MWV U 097 |                  | Lied ohne Worte | D-Dur          |
| op. 030 Nr. 4    | MWV U 098 |                  | Lied ohne Worte | h-Moll         |
| op. 030 Nr. 1    | MWV U 103 |                  | Lied ohne Worte | Es-Dur         |
| op. 030 Nr. 3    | MWV U 104 |                  | Lied ohne Worte | E-Dur          |
| op. 030 Nr. 6    | MWV U 110 |                  | Lied ohne Worte (Venetianisches Gondellied / Gondolierlied)                                                        | fis-Moll       |
| op. 033          | MWV SD 11 | (1833–1835)      | Trois Caprices |                |
| op. 033 Nr. 3    | MWV U 095 |                  | Caprice / Capriccio                                                                                                | b-Moll         |
| op. 033 Nr. 1    | MWV U 099 |                  | Caprice / Capriccio                                                                                                | a-Moll         |
| op. 033 Nr. 2    | MWV U 112 |                  | Caprice / Capriccio                                                                                                | E-Dur          |
| op. 038          | MWV SD 16 | (1836/1837)      | Lieder ohne Worte, Heft 3                                                                                          |                |
| op. 038 Nr. 3    | MWV U 107 |                  | Lied ohne Worte | E-Dur          |
| op. 038 Nr. 2    | MWV U 115 |                  | Lied ohne Worte | c-Moll         |
| op. 038 Nr. 6    | MWV U 119 |                  | Lied ohne Worte (Duett)                                                                                            | As-Dur         |
| op. 038 Nr. 4    | MWV U 120 |                  | Lied ohne Worte | A-Dur          |
| op. 038 Nr. 1    | MWV U 121 |                  | Lied ohne Worte | Es-Dur         |
| op. 038 Nr. 5    | MWV U 137 |                  | Lied ohne Worte | a-Moll         |
| op. 104          | MWV SD 55 | (1834–1838)      | Drei Präludien und drei Etüden für Klavier                                                                         |                |
| op. 104/1 Nr. 2  | MWV U 123 |                  | Präludium | h-Moll         |
| op. 104/1 Nr. 3  | MWV U 127 |                  | Präludium | D-Dur          |
| op. 104/1 Nr. 1  | MWV U 132 |                  | Präludium | B-Dur          |
| op. 117          | MWV U 134 | (1836)           | Allegro („Albumblatt“)                                                                                             | e-Moll         |
| op. 035          | MWV SD 14 | (1831–1836)      | Sechs Präludien und Fugen                                                                                          |                |
| op. 035 Nr. 1[a] | MWV U 116 |                  | Präludium (Etude)                                                                                                  | e-Moll         |
| op. 035 Nr. 1[b] | MWV U 066 |                  | Fuge | e-Moll         |
| op. 035 Nr. 2[a] | MWV U 129 |                  | Präludium | D-Dur          |
| op. 035 Nr. 2[b] | MWV U 105 |                  | Fuge | D-Dur          |
| op. 035 Nr. 3[a] | MWV U 131 |                  | Präludium | h-Moll         |
| op. 035 Nr. 3[b] | MWV U 091 |                  | Fuge | h-Moll         |
| op. 035 Nr. 4[a] | MWV U 122 |                  | Präludium | As-Dur         |
| op. 035 Nr. 4[b] | MWV U 108 |                  | Fuge | As-Dur         |
| op. 035 Nr. 5[a] | MWV U 126 |                  | Präludium | f-Moll         |
| op. 035 Nr. 5[b] | MWV U 106 |                  | Fuge | f-Moll         |
| op. 035 Nr. 6[a] | MWV U 135 |                  | Präludium | B-Dur          |
| op. 035 Nr. 6[b] | MWV U 128 |                  | Fuge | B-Dur          |
| op. 118          | MWV U 139 | (1837)           | Andante - Allegro („Capriccio“)                                                                                    | E-Dur - e-Moll |
| op. 104/2 Nr. 2  | MWV U 100 |                  | Etüde | F-Dur          |
| op. 104/2 Nr. 1  | MWV U 117 |                  | Etüde | b-Moll         |
| op. 104/2 Nr. 3  | MWV U 142 |                  | Etüde | a-Moll         |
| op. 053          | MWV SD 23 | (1841)           | Lieder ohne Worte, Heft 4                                                                                          |                |
| op. 053 Nr. 2    | MWV U 109 |                  | Lied ohne Worte | Es-Dur         |
| op. 053 Nr. 4    | MWV U 114 |                  | Lied ohne Worte (Abendlied)                                                                                        | F-Dur          |
| op. 053 Nr. 1    | MWV U 143 |                  | Lied ohne Worte | As-Dur         |
| op. 053 Nr. 3    | MWV U 144 |                  | Lied ohne Worte (Gondellied)                                                                                       | g-Moll         |
| op. 053 Nr. 5    | MWV U 153 |                  | Lied ohne Worte (Volkslied)                                                                                        | a-Moll         |
| op. 053 Nr. 6    | MWV U 154 |                  | Lied ohne Worte | A-Dur          |
| op. 054          | MWV U 156 | (1841)           | 17 Variations sérieuses                                                                                            | d-Moll         |
| op. 082          | MWV U 158 | (1841)           | Andante con Variazioni                                                                                             | Es-Dur         |
| op. 083          | MWV U 159 | (1841)           | Andante con Variazioni                                                                                             | B-Dur          |
| op. 072          | MWV SD 36 | (1842)           | Sechs Kinderstücke                                                                                                 |                |
| op. 072 Nr. 3    | MWV U 164 |                  | Kinderstück | G-Dur          |
| op. 072 Nr. 5    | MWV U 166 |                  | Kinderstück | g-Moll         |
| op. 072 Nr. 6    | MWV U 168 |                  | Kinderstück | F-Dur          |
| op. 072 Nr. 4    | MWV U 169 |                  | Kinderstück | D-Dur          |
| op. 072 Nr. 2    | MWV U 170 |                  | Kinderstück | Es-Dur         |
| op. 072 Nr. 1    | MWV U 171 |                  | Kinderstück | G-Dur          |
| op. 062          | MWV SD 29 | (1841–1844)      | Lieder ohne Worte, Heft 5                                                                                          |                |
| op. 062 Nr. 5    | MWV U 151 |                  | Lied ohne Worte (Venetianisches Gondellied / Gondellied / Venetian Barcarole)                                      | a-Moll         |
| op. 062 Nr. 6    | MWV U 161 |                  | Lied ohne Worte (Frühlingslied)                                                                                    | A-Dur          |
| op. 062 Nr. 4    | MWV U 175 |                  | Lied ohne Worte | G-Dur          |
| op. 062 Nr. 3    | MWV U 177 |                  | Lied ohne Worte („Trauermarsch“)                                                                                   | e-Moll         |
| op. 062 Nr. 2    | MWV U 181 |                  | Lied ohne Worte | B-Dur          |
| op. 062 Nr. 1    | MWV U 185 |                  | Lied ohne Worte | G-Dur          |
| op. 067          | MWV SD 32 | (1843–1845)      | Lieder ohne Worte, Heft 6                                                                                          |                |
| op. 067 Nr. 3    | MWV U 102 |                  | Lied ohne Worte | B-Dur          |
| op. 067 Nr. 2    | MWV U 145 |                  | Lied ohne Worte | fis-Moll       |
| op. 067 Nr. 1    | MWV U 180 |                  | Lied ohne Worte | Es-Dur         |
| op. 067 Nr. 4    | MWV U 182 |                  | Lied ohne Worte („Spinnerlied“)                                                                                    | C-Dur          |
| op. 067 Nr. 5    | MWV U 184 |                  | Lied ohne Worte | h-Moll         |
| op. 067 Nr. 6    | MWV U 188 |                  | Lied ohne Worte | E-Dur          |
| op. 085          | MWV SD 46 | (1834–1845)      | Lieder ohne Worte, Heft 7                                                                                          |                |
| op. 085 Nr. 2    | MWV U 101 |                  | Lied ohne Worte | a-Moll         |
| op. 085 Nr. 3    | MWV U 111 |                  | Lied ohne Worte | Es-Dur         |
| op. 085 Nr. 6    | MWV U 155 |                  | Lied ohne Worte | B-Dur          |
| op. 085 Nr. 1    | MWV U 189 |                  | Lied ohne Worte | F-Dur          |
| op. 085 Nr. 4    | MWV U 190 |                  | Lied ohne Worte | D-Dur          |
| op. 085 Nr. 5    | MWV U 191 |                  | Lied ohne Worte | A-Dur          |
| op. 102          | MWV SD 54 | (1842–1845)      | Lieder ohne Worte, Heft 8                                                                                          |                |
| op. 102 Nr. 4    | MWV U 152 |                  | Lied ohne Worte | g-Moll         |
| op. 102 Nr. 1    | MWV U 162 |                  | Lied ohne Worte | e-Moll         |
| op. 102 Nr. 6    | MWV U 172 |                  | Lied ohne Worte | C-Dur          |
| op. 102 Nr. 2    | MWV U 192 |                  | Lied ohne Worte | D-Dur          |
| op. 102 Nr. 5    | MWV U 194 |                  | Kinderstück (Lied ohne Worte)                                                                                      | A-Dur          |
| op. 102 Nr. 3    | MWV U 195 |                  | Kinderstück (Lied ohne Worte)                                                                                      | C-Dur          |
| op. 037          | MWV SD 15 | (1836/37)        | Drei Präludien und Fugen                                                                                           |                |
| op. 037 Nr. 3[b] | MWV W 13  |                  | Fuge | d-Moll         |
| op. 037 Nr. 1[b] | MWV W 18  |                  | Fuge | c-Moll         |
| op. 037 Nr. 2[b] | MWV W 20  |                  | Fuge | G-Dur          |
| op. 037 Nr. 1[a] | MWV W 21  |                  | Präludium | c-Moll         |
| op. 037 Nr. 2[a] | MWV W 22  |                  | Präludium | G-Dur          |
| op. 037 Nr. 3[a] | MWV W 23  |                  | Präludium | d-Moll         |
| op. 065          | MWV SD 31 | (1844/45)        | Sechs Sonaten |                |
| op. 065 Nr. 1    | MWV W 56  |                  | Sonate | f-Moll         |
| op. 065 Nr. 2    | MWV W 57  |                  | Sonate | c-Moll         |
| op. 065 Nr. 3    | MWV W 58  |                  | Sonate | A-Dur          |
| op. 065 Nr. 4    | MWV W 59  |                  | Sonate | B-Dur          |
| op. 065 Nr. 5    | MWV W 60  |                  | Sonate | D-Dur          |
| op. 065 Nr. 6    | MWV W 61  |                  | Sonate | d-Moll         |
| WoO 12           | MWV B 27  | (1833)           | Responses to the Commandments: Lord, have mercy upon us (Zum Abendsegen)                                           |                |
| WoO 28           | MWV B 45  | (1844)           | Der 100. Psalm: Jauchzet dem Herrn alle Welt                                                                       |                |
| WoO 09           | MWV D 04  | (1840)           | Festgesang zum Gutenbergfest („Gutenberg-Kantate“)                                                                 |                |